# Championnat européen des nations de rugby à XV 2010-2012
Navigation
Championnat 2008-2010 Championnat 2012-2014
Le Championnat européen des nations de rugby à XV 2010-2012 est une compétition qui réunit les nations membres de la FIRA-AER qui ne participent pas au Tournoi des Six Nations. Trente-cinq nations sont réparties en sept divisions. La compétition est remportée par la Géorgie.

## Équipes engagées

Tournoi des Six Nations
Championnat européen :
Division 1A
Division 1B
Division 2A
Division 2B
Division 2C
Division 2D
Division 3A

| Division 1A - Géorgie - Russie - Roumanie - Espagne - Portugal - Ukraine | Division 1B - Allemagne - Belgique - Moldavie - Pologne - République tchèque - Pays-Bas |

| Division 2A - Croatie - Lettonie - Malte - Suède - Lituanie | Division 2B - Andorre - Arménie - Serbie - Suisse - Slovénie | Division 2C - Autriche - Danemark - Hongrie - Norvège - Israël | Division 2D - Grèce - Finlande - Luxembourg - Bulgarie - Chypre |  |

Division 3
- Azerbaïdjan
- Bosnie-Herzégovine
- Slovaquie

## Changements par rapport à l'édition précédente
- Monaco ne participe pas à ce championnat.
- Le système de points change et adopte les standards des compétitions IRB[9].
- Le nom des divisions change, voici les nouveaux noms :

| Ancien nom (2008-2010) | Nouveau nom (2010-2012) |
| ---------------------- | ----------------------- |
| Division 1             | Division 1A             |
| Division 2A            | Division 1B             |
| Division 2B            | Division 2A             |
| Division 3A            | Division 2B             |
| Division 3B            | Division 2C             |
| Division 3C            | Division 2D             |
| Division 3D            | Division 3              |

- Le deuxième échelon comprend maintenant 6 équipes au lieu de 5. Il n'y a pas d'autres changements jusqu'à la dernière division qui ne comprend que 3 clubs au lieu de 5, à la suite de l'ajout d'une équipe en Division 1B et du retrait de l'équipe de rugby de Monaco.
- Il est créé dans les divisions 2A, 2B, 2C, 2D des barrages promotion-relégation opposant l'équipe arrivant avant-dernière de sa poule au deuxième de la poule de la division inférieure.

## Règlement

### Attribution des points
- Le nouveau système d'attribution des points est le suivant :
  - Vainqueur du match: 4 points
  - Match nul : 2 point
  - Perdant du match: 0 Points
  - 4 essais ou plus marqués : 1 point (bonus offensif)
  - Match perdu de 7 points ou moins : 1 point (bonus défensif)

### Départage des équipes
- En cas d'égalité, les critères suivants départagent les équipes :

1. Confrontations directes
2. Points pris lors des confrontations directes
3. Plus grand nombre d’essais inscrits lors des confrontations directes
4. Plus grand nombre de points inscrits lors des confrontations directes
5. Différence de points générale
6. Plus grand nombre d’essais dans toutes les rencontres de la poule
7. Plus grand nombre de points dans toutes les rencontres de la poule

### Promotions et relégations
- Système des championnats : Schéma montées-descentes
  - Dans la Division 1A, le dernier descend en Division 1B.
  - Dans les Divisions 1B, 2A, 2B, 2C et 2D, le premier monte en Division supérieure et le dernier descend en Division inférieure.
  - Dans la Division 3, le premier monte en Division 2D.
- Barrages promotion-relégation :
  - Ils se disputent en match simple chez les 2e.
    - Le 4e de Division 2A affronte le 2e de Division 2B.
    - Le 4e de Division 2B affronte le 2e de Division 2C.
    - Le 4e de Division 2C affronte le 2e de Division 2D.

## Division 1A

### Faits saillants
La Division 1A évolue habituellement aux même dates que le Tournoi des Six Nations, les autres divisions jouent pendant le reste de l'année. Le championnat a lieu sur deux saisons du 5 février 2011 à l'été 2012 pour l'édition en cours, chaque équipe rencontrant ses concurrents une fois à domicile, une fois à l'extérieur, soit dix matchs chacun. Les dates sont alignées sur celles du Tournoi des Six Nations. À la fin du tournoi, l'équipe classée sixième est reléguée en Division 1B. L'Ukraine, l'Espagne, la Géorgie, le Portugal, la Roumanie, la Russie disputent cette édition. La Géorgie est championne en titre et l'Allemagne a été reléguée et l'Ukraine promue.

### Classement
| Rang | Pays        | J  | V | N | D | Bo | Bd | Pm  | Pe  | Diff | Pts |
| ---- | ----------- | -- | - | - | - | -- | -- | --- | --- | ---- | --- |
| 1    | Géorgie (T) | 10 | 9 | 0 | 1 | 5  | 1  | 316 | 83  | +233 | 42  |
| 2    | Roumanie    | 10 | 6 | 0 | 4 | 4  | 4  | 302 | 108 | +194 | 32  |
| 3    | Espagne     | 10 | 5 | 0 | 5 | 3  | 3  | 225 | 275 | -50  | 26  |
| 4    | Russie      | 10 | 5 | 0 | 5 | 3  | 2  | 212 | 257 | -45  | 25  |
| 5    | Portugal    | 10 | 4 | 0 | 6 | 2  | 3  | 215 | 230 | -15  | 21  |
| 6    | Ukraine (P) | 10 | 1 | 0 | 9 | 1  | 0  | 124 | 441 | -317 | 5   |

|  | Vainqueur du championnat (no 1).        |
|  | Relégué en Division 1B (no 6).          |
|  | T : tenant du titre • P : promu en 2010 |

### Résultats détaillés

#### Tableau des résultats
| Pays     | GEO   | ROU   | ESP   | RUS   | POR   | UKR   |
| -------- | ----- | ----- | ----- | ----- | ----- | ----- |
| Géorgie  |       | 18-11 | 60-0  | 46-0  | 32-7  | 62-3  |
| Roumanie | 13-19 |       | 64-8  | 33-3  | 15-7  | 71-0  |
| Espagne  | 25-18 | 13-12 |       | 24-28 | 25-10 | 35-13 |
| Russie   | 9-15  | 0-25  | 41-37 |       | 19-21 | 38-19 |
| Portugal | 12-13 | 24-17 | 23-17 | 32-33 |       | 46-24 |
| Ukraine  | 3-33  | 16-41 | 6-41  | 5-41  | 35-33 |       |

|  | Victoire à domicile |  | Match nul |  | Défaite à domicile |

#### Détail des résultats

##### Matchs aller
| 5 février 2011 | Géorgie | 62 - 3 (24 - 0) | Ukraine                        | Stade Mikhaïl-Meskhi, Tbilissi 15 000 spectateurs Arbitre : Cyril Lafon |
| 5 février 2011 | Essai(s) : 10 Natriashvili (3e), Samkharadze (en) (14e), Gugava (en) (19e), Machkhaneli (38e), Zirakashvili (41e), Katcharava (53e, 59e), Urjukashvili (62e), Abuseridze (71e), Chkhaidze (80e) Transformation(s) : 6 Kvirikashvili (3e, 14e, 59e, 62e, 71e), Malaghuradze (80e) | Rapport         | Pénalité(s) : 1 Kosariev (64e) | Stade Mikhaïl-Meskhi, Tbilissi 15 000 spectateurs Arbitre : Cyril Lafon |
| 5 février 2011 | | Rapport         |                                | Stade Mikhaïl-Meskhi, Tbilissi 15 000 spectateurs Arbitre : Cyril Lafon |

| 5 février 2011 | Espagne | 24 - 28 (3 - 15) | Russie | Stade national complutense, Madrid 8 000 spectateurs Arbitre : Stefano Mancini |
| 5 février 2011 | Essai(s) : 3 Gibouin (50e), Auzqui (60e), Tudela (en) (78e) Transformation(s) : 3 Rouet (50e, 60e, 78e) Pénalité(s) : 1 Jorajuria (34e) |                  | Essai(s) : 3 Yanyushkin (24e), Ostroushko (40e), Gresev (42e) Transformation(s) : 2 Kushnarev (24e, 42e) Pénalité(s) : 3 Kushnarev (2e, 54e), Rachkov 1 (64e) | Stade national complutense, Madrid 8 000 spectateurs Arbitre : Stefano Mancini |
| 5 février 2011 | |                  | | Stade national complutense, Madrid 8 000 spectateurs Arbitre : Stefano Mancini |

| 5 février 2011 | Portugal | 24 - 17 (24 - 3) | Roumanie | Estádio Universitário de Lisboa, Lisbonne 3 000 spectateurs Arbitre : David Jones |
| 5 février 2011 | Essai(s) : 3 Silva (1re), Aguilar (21e), Oliveira (25e) Transformation(s) : 3 Gardener (1re, 21e, 25e) Pénalité(s) : 1 Gardener (15e) | Rapport          | Essai(s) : 2 Cazan (en) (63e), Nicolae (79e) Transformation(s) : 2 Dumbrava (63e), Vlaicu (79e) Pénalité(s) : 1 Dumbrava (13e) | Estádio Universitário de Lisboa, Lisbonne 3 000 spectateurs Arbitre : David Jones |
| 5 février 2011 | | Rapport          | | Estádio Universitário de Lisboa, Lisbonne 3 000 spectateurs Arbitre : David Jones |

| 12 février 2011 | Géorgie | 60 - 0 (27 - 0) | Espagne | Stade Mikhaïl-Meskhi, Tbilissi 15 000 spectateurs Arbitre : Greg Garner (en) |
| 12 février 2011 | Essai(s) : 9 Gugava (en) (7e), Kvirikashvili (25e), Kacharava (34e), Khamashuridze (en) (40e), Natriashvili (52e), Zibzibadze (63e, 72e), Labadze (66e), B.Urjukashvili (79e) Transformation(s) : 6 Kvirikashvili (25e, 34e, 52e, 66e), Malaguradze (72e, 79e) Pénalité(s) : 1 Kvirikashvili (30e) |                 |         | Stade Mikhaïl-Meskhi, Tbilissi 15 000 spectateurs Arbitre : Greg Garner (en) |
| 12 février 2011 | |                 |         | Stade Mikhaïl-Meskhi, Tbilissi 15 000 spectateurs Arbitre : Greg Garner (en) |

| 12 février 2011 | Russie                                                                       | 19 - 21 (9 - 13) | Portugal | Sochi Central Stadium, Sotchi 85 spectateurs Arbitre : Stephan Pomarede |
| 12 février 2011 | Essai(s) : 2 Artemiev (57e, 80e+5) Pénalité(s) : 3 Kushnarev (10e, 18e, 27e) | Rapport          | Essai(s) : 2 Foro (34e), Acosta (57e) Transformation(s) : 1 Gardener (34e) Pénalité(s) : 3 Gardener (3e, 16e, 49e) | Sochi Central Stadium, Sotchi 85 spectateurs Arbitre : Stephan Pomarede |
| 12 février 2011 |                                                                              | Rapport          | | Sochi Central Stadium, Sotchi 85 spectateurs Arbitre : Stephan Pomarede |

| 26 février 2011 | Portugal                                                    | 12 - 13 (6 - 10) | Géorgie | Estádio Universitário de Lisboa, Lisbonne 4 600 spectateurs Arbitre : Claudio Passacantando |
| 26 février 2011 | Pénalité(s) : 4 Gardener (10e, 17e, 43e), Cabral (en) (74e) |                  | Essai(s) : 1 Kacharava (40e) Transformation(s) : 1 Malaguradze (40e) Pénalité(s) : 2 Malaguradze (10e), Kvirikashvili (59e) | Estádio Universitário de Lisboa, Lisbonne 4 600 spectateurs Arbitre : Claudio Passacantando |
| 26 février 2011 |                                                             |                  | | Estádio Universitário de Lisboa, Lisbonne 4 600 spectateurs Arbitre : Claudio Passacantando |

| 26 février 2011 | Roumanie | 33 - 3 (9 - 3) | Russie                          | Stadionul Arcul de Triumf, Bucarest 1 200 spectateurs Arbitre : JP Doyle |
| 26 février 2011 | Essai(s) : 3 Zebega (en) (56e), Sirbu (59e), Carpo (en) (66e) Transformation(s) : 3 Vlaicu (56e, 59e, 66e) Pénalité(s) : 4 Vlaicu (6e, 15e, 24e, 51e) |                | Pénalité(s) : 1 Kushnarev (19e) | Stadionul Arcul de Triumf, Bucarest 1 200 spectateurs Arbitre : JP Doyle |
| 26 février 2011 | |                |                                 | Stadionul Arcul de Triumf, Bucarest 1 200 spectateurs Arbitre : JP Doyle |

| 26 février 2011 | Espagne | 35 - 13 (14 - 3) | Ukraine                                                                          | Stade national complutense, Madrid 5 000 spectateurs Arbitre : Cammy Rudkin |
| 26 février 2011 | Essai(s) : 5 Rofes (19e), Heredia (en) (36e), Tudela (en) (43e), Roca (49e), Cook (en) (76e) Transformation(s) : 5 Aubanell (19e, 36e, 43e, 49e, 76e) |                  | Essai(s) : 2 Novokreschen (65e), D.Kirsanov (72e) Pénalité(s) : 1 Kosariev (24e) | Stade national complutense, Madrid 5 000 spectateurs Arbitre : Cammy Rudkin |
| 26 février 2011 | |                  |                                                                                  | Stade national complutense, Madrid 5 000 spectateurs Arbitre : Cammy Rudkin |

| 12 mars 2011 | Géorgie | 18 - 11 (15 - 6) | Roumanie                                                           | Stade Mikhaïl-Meskhi, Tbilissi 23 541 spectateurs Arbitre : David Wilkinson |
| 12 mars 2011 | Essai(s) : 2 Maisuradze (10e), Khamashuridze (en) (15e) Transformation(s) : 1 Kvirikashvili (10e) Pénalité(s) : 2 Kvirikashvili (5e, 63e) | Rapport          | Essai(s) : 1 Poparlan (en) (70e) Pénalité(s) : 2 Vlaicu (24e, 40e) | Stade Mikhaïl-Meskhi, Tbilissi 23 541 spectateurs Arbitre : David Wilkinson |
| 12 mars 2011 | | Rapport          |                                                                    | Stade Mikhaïl-Meskhi, Tbilissi 23 541 spectateurs Arbitre : David Wilkinson |

| 12 mars 2011 | Espagne | 25 - 10 (13 - 10) | Portugal                                                                                        | Stade national complutense, Madrid 9 000 spectateurs Arbitre : Mauro Dardolo |
| 12 mars 2011 | Essai(s) : 1 Ayestarán (5e) Transformation(s) : 1 Heredia (en) (5e) Pénalité(s) : 6 Heredia (32e, 38e, 49e, 58e, 65e, 80e) |                   | Essai(s) : 1 Silveira (12e) Transformation(s) : 1 Gardener (12e) Pénalité(s) : 1 Gardener (20e) | Stade national complutense, Madrid 9 000 spectateurs Arbitre : Mauro Dardolo |
| 12 mars 2011 | |                   |                                                                                                 | Stade national complutense, Madrid 9 000 spectateurs Arbitre : Mauro Dardolo |

| 12 mars 2011 | Ukraine                     | 5 - 41 (0 - 24) | Russie | Spartak Stadium, Odessa Arbitre : Éric Gauzins |
| 12 mars 2011 | Essai(s) : 1 Kirsanov (46e) |                 | Essai(s) : 6 Grachev (18e), Shakirov (en) (30e), Fatakhov (en) (40e+5), Artemiev (43e), Ostroushko (60e), Galinovski (en) (79e) Transformation(s) : 4 Rachkov (18e, 30e, 40e+5), Klyuchnikov (60e) Pénalité(s) : 1 Rachkov (14e) | Spartak Stadium, Odessa Arbitre : Éric Gauzins |
| 12 mars 2011 |                             |                 | | Spartak Stadium, Odessa Arbitre : Éric Gauzins |

| 19 mars 2011 | Russie                                  | 9 - 15 (3 - 3) | Géorgie | Sochi Central Stadium, Sotchi 1 000 spectateurs Arbitre : Patrick Péchambert |
| 19 mars 2011 | Pénalité(s) : 3 Rachkov (27e, 67e, 70e) | Rapport        | Essai(s) : 2 de pénalité (50e), Bregvadze (77e) Transformation(s) : 1 Kvirikashvili (50e) Pénalité(s) : 1 Kvirikashvili (3e) | Sochi Central Stadium, Sotchi 1 000 spectateurs Arbitre : Patrick Péchambert |
| 19 mars 2011 |                                         | Rapport        | | Sochi Central Stadium, Sotchi 1 000 spectateurs Arbitre : Patrick Péchambert |

| 19 mars 2011 | Roumanie | 64 - 8 (17 - 3) | Espagne                                                    | Stadionul Arcul de Triumf, Bucarest 2 200 spectateurs Arbitre : Johann van der Merwe |
| 19 mars 2011 | Essai(s) : 9 Fercu (2e), Gal (32e), Ianuș (en) (44e), Ursache (50e), Lemnaru (en) (55e), Calafeteanu (65e, 72e), Dumitraș (75e, 79e) Transformation(s) : 8 Dumbrava (2e, 32e, 44e, 50e), Vlaicu (65e, 72e, 75e, 79e) Pénalité(s) : 1 Dumbrava (25e) | Rapport         | Essai(s) : 1 Delgado (60e) Pénalité(s) : 1 Jorajuria (35e) | Stadionul Arcul de Triumf, Bucarest 2 200 spectateurs Arbitre : Johann van der Merwe |
| 19 mars 2011 | | Rapport         |                                                            | Stadionul Arcul de Triumf, Bucarest 2 200 spectateurs Arbitre : Johann van der Merwe |

| 19 mars 2011 | Portugal | 46 - 24 (25 - 10) | Ukraine | Estádio Universitário de Lisboa, Lisbonne Arbitre : Dudley Phillips |
| 19 mars 2011 | Essai(s) : 7 Aguilar (10e), Le Roux (27e), Bardy (31e), Esteves (37e), Leal (48e), Alvès (66e), Silva (72e) Transformation(s) : 4 Gardener (32e, 48e), Cabral (en) (66e, 72e) Pénalité(s) : 1 Gardener (3e) | Rapport           | Essai(s) : 3 M.Kirsanov (40e), Malaguradze (58e), Mishynov (76e) Transformation(s) : 3 Kosariev (40e, 58e, 76e) Pénalité(s) : 1 Kosariev (7e) | Estádio Universitário de Lisboa, Lisbonne Arbitre : Dudley Phillips |
| 19 mars 2011 | | Rapport           | | Estádio Universitário de Lisboa, Lisbonne Arbitre : Dudley Phillips |

| 20 août 2011 | Ukraine                                                                                                | 16 - 41 (9 - 19) | Roumanie | Stade Yunist, Lviv Arbitre : Leighton Hodges (en) |
| 20 août 2011 | Essai(s) : 1 Chaika (78e) Transformation(s) : 1 Kosariev (78e) Pénalité(s) : 3 Kosariev (9e, 31e, 36e) | Rapport          | Essai(s) : 6 Nicolae (13e), Dumitraș (20e), Fercu (39e), Dimofte (56e), Surugiu (en) (68e), Ratiu (73e) Transformation(s) : 4 Dumbravă (13e, 39e), Vlaicu (56e, 69e) Pénalité(s) : 1 Dumbravă (44e) | Stade Yunist, Lviv Arbitre : Leighton Hodges (en) |
| 20 août 2011 | | Rapport          | | Stade Yunist, Lviv Arbitre : Leighton Hodges (en) |

##### Matchs retour
| 4 février 2012 | Roumanie | 15 - 7 (5 - 7) | Portugal                                                    | Stadionul Arcul de Triumf, Bucarest 750 spectateurs Arbitre : Leo Colgan |
| 4 février 2012 | Essai(s) : 2 Lemnaru (en) (5e), A.Ursache (65e) Transformation(s) : 1 Vlaicu (65e) Pénalité(s) : 1 Vlaicu (79e) |                | Essai(s) : 1 Aguilar (23e) Transformation(s) : 1 Leal (23e) | Stadionul Arcul de Triumf, Bucarest 750 spectateurs Arbitre : Leo Colgan |
| 4 février 2012 | |                |                                                             | Stadionul Arcul de Triumf, Bucarest 750 spectateurs Arbitre : Leo Colgan |

| 11 février 2012 | Espagne | 25 - 18 (18 - 8) | Géorgie                                                                                                | Stade national complutense, Madrid 9 000 spectateurs Arbitre : David Wilkinson |
| 11 février 2012 | Essai(s) : 3 Sempere (6e, 44e), Visensang (18e) Transformation(s) : 2 Peluchon (18e, 44e) Pénalité(s) : 2 Peluchon (3e, 38e) |                  | Essai(s) : 3 Basilaia (15e), Machkhaneli (58e), Datunashvili (69e) Pénalité(s) : 1 Kvirikashvili (36e) | Stade national complutense, Madrid 9 000 spectateurs Arbitre : David Wilkinson |
| 11 février 2012 | |                  | | Stade national complutense, Madrid 9 000 spectateurs Arbitre : David Wilkinson |

| 11 février 2012 | Portugal | 32 - 33 (20 - 16) | Russie | Estádio Nacional do Jamor, Oeiras Arbitre : Ian Davies |
| 11 février 2012 | Essai(s) : 4 Spachuk (31e), Gardener (34e), Foro (64e, 76e) Transformation(s) : 3 Ricardo (31e, 34e, 64e) Pénalité(s) : 1 Ricardo (22e) Drop(s) : 1 Ricardo (26e) | Rapport           | Essai(s) : 3 Ostroushko (39e, 60e), Simplikevich (en) (46e) Transformation(s) : 3 Kushnarev (39e, 46e, 60e) Pénalité(s) : 4 Ryabov (11e, 15e, 28e), Kushnarev (45e) | Estádio Nacional do Jamor, Oeiras Arbitre : Ian Davies |
| 11 février 2012 | | Rapport           | | Estádio Nacional do Jamor, Oeiras Arbitre : Ian Davies |

| 25 février 2012 | Géorgie | 32 - 7 (7 - 0) | Portugal                                                     | Stade de Rugby d'Avchala, Tbilissi Arbitre : Marius Mitrea (en) |
| 25 février 2012 | Essai(s) : 4 Sharikadze (35e), Shkinin (46e), Belkania (61e), Kubriashvili (78e) Transformation(s) : 3 Kvirikashvili (35e, 46e, 78e) Pénalité(s) : 2 Kvirikashvili (42e, 53e) |                | Essai(s) : 1 Bardy (74e) Transformation(s) : 1 Ricardo (74e) | Stade de Rugby d'Avchala, Tbilissi Arbitre : Marius Mitrea (en) |
| 25 février 2012 | |                |                                                              | Stade de Rugby d'Avchala, Tbilissi Arbitre : Marius Mitrea (en) |

| 25 février 2012 | Russie | 0 - 25 (0 - 12) | Roumanie | Sochi Central Stadium, Sotchi Arbitre : Cédric Marchat |
| 25 février 2012 |        | Essai(s) : 4 Carpo (en) (7e), de pénalité (33e), Apostol (en) (47e), Petre (51e) Transformation(s) : 1 Vlaicu (33e) Pénalité(s) : 1 Calafeteanu (68e) |          | Sochi Central Stadium, Sotchi Arbitre : Cédric Marchat |
| 25 février 2012 |        | |          | Sochi Central Stadium, Sotchi Arbitre : Cédric Marchat |

| 25 février 2012 | Ukraine                             | 6 - 41 (6 - 20) | Espagne | Spartak Stadium, Alouchta Arbitre : Rhys Thomas |
| 25 février 2012 | Pénalité(s) : 2 Kosariev (18e, 39e) | Rapport         | Essai(s) : 5 Sempere (10e, 34e, 47e), Visensang (54e, 68e) Transformation(s) : 5 Peluchon (10e, 34e, 47e, 54e, 68e) Pénalité(s) : 2 Peluchon (23e, 30e) | Spartak Stadium, Alouchta Arbitre : Rhys Thomas |
| 25 février 2012 |                                     | Rapport         | | Spartak Stadium, Alouchta Arbitre : Rhys Thomas |

| 10 mars 2012 | Roumanie                                                                                              | 13 - 19 (10 - 6) | Géorgie | Stadionul Arcul de Triumf, Bucarest Arbitre : JP Doyle |
| 10 mars 2012 | Essai(s) : 1 Carpo (en) (5e) Transformation(s) : 1 Vlaicu (5e) Pénalité(s) : 2 Calafeteanu (32e, 45e) | Rapport          | Essai(s) : 1 Kacharava (48e) Transformation(s) : 1 Kvirikashvili (48e) Pénalité(s) : 4 Kvirikashvili (18e, 34e, 61e, 77e) | Stadionul Arcul de Triumf, Bucarest Arbitre : JP Doyle |
| 10 mars 2012 | | Rapport          | | Stadionul Arcul de Triumf, Bucarest Arbitre : JP Doyle |

| 10 mars 2012 | Portugal | 23 - 17 (6 - 8) | Espagne                                                                 | Estádio Municipal Sérgio Conceição, Coimbra 3 000 spectateurs Arbitre : Claudio Passacantando |
| 10 mars 2012 | Essai(s) : 2 Murray (50e), Tadjer (73e) Transformation(s) : 2 Leal (50e, 73e) Pénalité(s) : 3 Leal (17e, 36e, 79e) | Rapport         | Essai(s) : 1 Auzqui (38e) Pénalité(s) : 4 Peluchon (25e, 47e, 55e, 60e) | Estádio Municipal Sérgio Conceição, Coimbra 3 000 spectateurs Arbitre : Claudio Passacantando |
| 10 mars 2012 | | Rapport         |                                                                         | Estádio Municipal Sérgio Conceição, Coimbra 3 000 spectateurs Arbitre : Claudio Passacantando |

| 10 mars 2012 | Russie | 38 - 19 (21 - 12) | Ukraine                                                                                                | Sochi Central Stadium, Sotchi Arbitre : Vlad Iordachescu |
| 10 mars 2012 | Essai(s) : 5 Antonov (en) (28e), Babaev (33e), Simplikevich (en) (36e), Otrokov (47e), Titov (69e) Transformation(s) : 5 Ryabov (28e, 33e, 36e, 47e), Kushnarev (63e) Pénalité(s) : 1 Ryabov (17e) | Rapport           | Essai(s) : 3 Kosariev (16e), Lomakin (40e), Kramarenko (79e) Transformation(s) : 2 Kosariev (40e, 79e) | Sochi Central Stadium, Sotchi Arbitre : Vlad Iordachescu |
| 10 mars 2012 | | Rapport           | | Sochi Central Stadium, Sotchi Arbitre : Vlad Iordachescu |

| 17 mars 2012 | Géorgie | 46 - 0 (17 - 0) | Russie | Stade Mikhaïl-Meskhi, Tbilissi Arbitre : Mathieu Raynal |
| 17 mars 2012 | Essai(s) : 6 Gorgodze (24e), Chkhaidze (32e), Machkhaneli (47e, 80e), Datunashvili (59e), Abuseridze (66e) Transformation(s) : 5 Kvirikashvili (24e, 32e, 47e, 59e, 80e) Pénalité(s) : 2 Kvirikashvili (7e, 43e) | Rapport         |        | Stade Mikhaïl-Meskhi, Tbilissi Arbitre : Mathieu Raynal |
| 17 mars 2012 | | Rapport         |        | Stade Mikhaïl-Meskhi, Tbilissi Arbitre : Mathieu Raynal |

| 17 mars 2012 | Espagne | 13 - 12 (3 - 6) | Roumanie                                        | Stade national complutense, Madrid 9 500 spectateurs Arbitre : Cammy Rudkin |
| 17 mars 2012 | Essai(s) : 1 Rolls (en) (47e) Transformation(s) : 1 Aubanell (47e) Pénalité(s) : 1 Peluchon (18e) Drop(s) : 1 Peluchon (77e) |                 | Pénalité(s) : 4 Calafeteanu (8e, 24e, 67e, 74e) | Stade national complutense, Madrid 9 500 spectateurs Arbitre : Cammy Rudkin |
| 17 mars 2012 | |                 |                                                 | Stade national complutense, Madrid 9 500 spectateurs Arbitre : Cammy Rudkin |

| 17 mars 2012 | Ukraine | 35 - 33 (13 - 16) | Portugal | Spartak Stadium, Odessa Modèle:Formatnm:3500 spectateurs Arbitre : Laurent Cardona |
| 17 mars 2012 | Essai(s) : 4 Tserkovniy (31e), Malaguradze (51e), Monastyrov (60e), Ponomarenko (74e) Transformation(s) : 3 Kosariev (31e, 60e, 74e) Pénalité(s) : 3 Kosariev (26e, 40e+2, 80e+4) | Rapport           | Essai(s) : 3 Aguilar (35e, 42e), G.Uva (80e) Transformation(s) : 3 Ricardo (35e, 42e, 80e) Pénalité(s) : 4 Ricardo (12e, 29e, 40e, 55e) | Spartak Stadium, Odessa Modèle:Formatnm:3500 spectateurs Arbitre : Laurent Cardona |
| 17 mars 2012 | | Rapport           | | Spartak Stadium, Odessa Modèle:Formatnm:3500 spectateurs Arbitre : Laurent Cardona |

| 31 mars 2012 | Roumanie | 71 - 0 (26 - 0) | Ukraine | Stadionul Arcul de Triumf, Bucarest 1 546 spectateurs Arbitre : Stephan Pomarede |
| 31 mars 2012 | Essai(s) : 12 Macovei (4e, 24e), Rosca (9e, 60e), Niacsu (30e), Lemnaru (en) (41e), Dănilă (en) (44e), Gorcioaia (50e), Capatana (en) (65e), Csaba Gal (69e), de pénalité (79e) Transformation(s) : 8 Calafeteanu (4e, 9e, 24e, 30e, 41e, 44e), Vlaicu (50e, 79e) |                 |         | Stadionul Arcul de Triumf, Bucarest 1 546 spectateurs Arbitre : Stephan Pomarede |
| 31 mars 2012 | |                 |         | Stadionul Arcul de Triumf, Bucarest 1 546 spectateurs Arbitre : Stephan Pomarede |

| 19 mai 2012 | Russie | 41 - 37 (21 - 6) | Espagne | Slava Stadium, Moscou Arbitre : Tim Wigglesworth |
| 19 mai 2012 | Essai(s) : 4 Artemiev (27e, 52e), Antonov (en) (34e), Ostroushko (56e) Transformation(s) : 3 Kushnarev (27e, 52e, 56e) Pénalité(s) : 5 Kushnarev (9e, 17e, 40e+2, 48e, 77e) | Rapport          | Essai(s) : 4 Ascarat (65e, 74e), Labadie (44e), Blanco (gl) (80e+1) Transformation(s) : 4 Peluchon (44e, 65e, 74e, 80e+1) Pénalité(s) : 3 Peluchon (6e, 20e, 50e) | Slava Stadium, Moscou Arbitre : Tim Wigglesworth |
| 19 mai 2012 | | Rapport          | | Slava Stadium, Moscou Arbitre : Tim Wigglesworth |

| 9 juin 2012 | Ukraine                           | 3 - 33 (0 - 14) | Géorgie | Stade Mikhaïl-Meskhi, Tbilissi Arbitre : Stéphano Mancini |
| 9 juin 2012 | Pénalité(s) : 1 Deliyergiev (47e) |                 | Essai(s) : 5 Sharikadze (4e), Gujaraidze (34e), Maisuradze (44e), Machkhaneli (51e, 80e) Transformation(s) : 4 Kiasashvili (4e, 34e, 44e, 80e) | Stade Mikhaïl-Meskhi, Tbilissi Arbitre : Stéphano Mancini |
| 9 juin 2012 |                                   |                 | | Stade Mikhaïl-Meskhi, Tbilissi Arbitre : Stéphano Mancini |

## Division 1B

### Formule
Le championnat a lieu sur deux saisons du 9 octobre 2010 à l'été 2012 pour l'édition en cours, chaque équipe rencontrant ses concurrents une fois à domicile, une fois à l'extérieur, soit dix matchs chacun. À la fin du tournoi, l'équipe classée première est promue en Division 1A alors l'équipe classée sixième est reléguée en Division 2A.

### Classement
| Rang | Nation             | J  | V | N | D | Bo | Bd | Pm  | Pe  | Diff | Pts |
| ---- | ------------------ | -- | - | - | - | -- | -- | --- | --- | ---- | --- |
| 1    | Belgique           | 10 | 9 | 0 | 1 | 3  | 1  | 303 | 149 | +154 | 40  |
| 2    | Pologne            | 10 | 6 | 1 | 3 | 3  | 2  | 238 | 189 | +49  | 31  |
| 3    | Moldavie           | 10 | 5 | 1 | 4 | 3  | 1  | 194 | 211 | -17  | 26  |
| 4    | Allemagne (R)      | 10 | 4 | 0 | 6 | 2  | 4  | 229 | 212 | +17  | 22  |
| 5    | République tchèque | 10 | 4 | 0 | 6 | 1  | 3  | 160 | 217 | -57  | 20  |
| 6    | Pays-Bas (P)       | 10 | 1 | 0 | 9 | 1  | 1  | 153 | 299 | -146 | 6   |

|  | Promu en Division 1A (no 1).            |
|  | Relégué en Division 2A (no 6).          |
|  | R : relégué en 2010 • P : promu en 2010 |

### Résultats détaillés

#### Tableau des résultats
| Pays         | ALL   | BEL   | MOL   | P-B   | POL   | REP   |
| ------------ | ----- | ----- | ----- | ----- | ----- | ----- |
| Allemagne    |       | 29-30 | 40-7  | 23-7  | 17-22 | 23-29 |
| Belgique     | 28-25 |       | 20-5  | 58-3  | 20-13 | 55-0  |
| Moldavie     | 28-15 | 16-17 |       | 22-15 | 17-17 | 24-16 |
| Pays-Bas     | 10-29 | 18-30 | 40-26 |       | 19-32 | 13-25 |
| Pologne      | 34-8  | 28-21 | 25-36 | 32-18 |       | 20-13 |
| Rép. tchèque | 17-20 | 12-24 | 6-13  | 22-10 | 20-15 |       |

|  | Victoire à domicile |  | Match nul |  | Défaite à domicile |

#### Détail des résultats

##### Matchs aller
| 9 octobre 2010 | République tchèque | 20 – 15 (7 – 7) | Pologne                                                                                              | Prague Arbitre : Patrick Beurriot |
| 9 octobre 2010 | Essai(s) : Oklestek 1 (40e), Rohlik 1 (77e) Transformation(s) : Vokrouhlik 1 (40e), Cizek (77e) Pénalité(s) : Vokrouhlik 2 (44e, 47e) |                 | Essai(s) : Hotowski 2 (37e, 79e) Transformation(s) : Chartier 1 (37e) Pénalité(s) : Chartier 1 (55e) | Prague Arbitre : Patrick Beurriot |
| 9 octobre 2010 | |                 | | Prague Arbitre : Patrick Beurriot |

| 13 novembre 2010 | République tchèque                              | 12 – 24 (9 – 24) | Belgique | Prague Arbitre : Radu Petrescu |
| 13 novembre 2010 | Pénalité(s) : Vokrouhlik 4 (13e, 33e, 35e, 44e) |                  | Essai(s) : Eppe 1 (28e), Haghedooren 1 (40e) Transformation(s) : Meeùs 1 (40e) Pénalité(s) : Meeus 3 (4e, 18e, 24e), Orban 1 (38e) | Prague Arbitre : Radu Petrescu |
| 13 novembre 2010 |                                                 |                  | | Prague Arbitre : Radu Petrescu |

| 14 novembre 2010 | Pologne | 25 – 36 (22 – 17) | Moldavie | Narodowy Stadion Rugby, Gdynia Arbitre : Vadim Pikhovkin |
| 14 novembre 2010 | Essai(s) : Beccuau 2 (31e, 40e), Sipielski 1 (25e) Transformation(s) : Banaszek 2 (25e, 31e) Pénalité(s) : Banaszek 2 (10e, 54e) |                   | Essai(s) : Titica 2 (4e, 58e), Prepeliţă 2 (37e, 45e) Castravet 1 (76e) Transformation(s) : Gagauz 3 (4e, 37e, 58e), Cobilas 1 (76e) Pénalité(s) : Gagauz 1 (12e) | Narodowy Stadion Rugby, Gdynia Arbitre : Vadim Pikhovkin |
| 14 novembre 2010 | |                   | | Narodowy Stadion Rugby, Gdynia Arbitre : Vadim Pikhovkin |

| 20 novembre 2010 | Allemagne | 17 – 22 (14 – 9) | Pologne | Francfort Arbitre : Pedro Murinello |
| 20 novembre 2010 | Essai(s) : Gungor 1 (6e), Hauck 1 (14e) Transformation(s) : Heimpel 2 (6e, 14e) Pénalité(s) : Heimpel 1 (44e) |                  | Essai(s) : Bobryk 1 (48e) Transformation(s) : Chartier 1 (48e) Pénalité(s) : Chartier 5 (10e, 33e, 37e, 54e, 56e) | Francfort Arbitre : Pedro Murinello |
| 20 novembre 2010 | |                  | | Francfort Arbitre : Pedro Murinello |

| 20 novembre 2010 | Pays-Bas                                                                       | 13 – 25 (3 – 8) | République tchèque | NRCA Stadium, Amsterdam 400 spectateurs Arbitre : I. Gallastegi |
| 20 novembre 2010 | Essai(s) : Cornelisse 1 (50e), Grimbergen 1 (80e) Pénalité(s) : Koenen 1 (33e) |                 | Essai(s) : Wognitsch 1 (22e), Opravil 1 (56e), Kolar 1 (71e) Transformation(s) : Vokrouhlik 2 (56e, 71e) Pénalité(s) : Vokrouhlik 2 (13e, 68e) | NRCA Stadium, Amsterdam 400 spectateurs Arbitre : I. Gallastegi |
| 20 novembre 2010 |                                                                                |                 | | NRCA Stadium, Amsterdam 400 spectateurs Arbitre : I. Gallastegi |

| 27 novembre 2010 | Pays-Bas                                   | 10 – 29 (10 – 18) | Allemagne | NRCA Stadium, Amsterdam Arbitre : Stephano Marrama |
| 27 novembre 2010 | Essai(s) : Blom 1 (9e), Cornelisse 1 (16e) |                   | Essai(s) : Widiker 1 (6e), Liebig 1 (36e), Keinhorst 1 (79e) Transformation(s) : Heimpel 1 (36e) Pénalité(s) : Heimpel 4 (15e, 34e, 44e, 75e) | NRCA Stadium, Amsterdam Arbitre : Stephano Marrama |
| 27 novembre 2010 |                                            |                   | | NRCA Stadium, Amsterdam Arbitre : Stephano Marrama |

| 12 février 2011 | Belgique                                                                         | 20 – 5 (11 – 0) | Moldavie                     | Stade Roi-Baudouin, Bruxelles 3 600 spectateurs Arbitre : J. Mourinha |
| 12 février 2011 | Essai(s) : Fourneau 1 (23e) Pénalité(s) : A. Williams 5 (8e, 38e, 60e, 73e, 77e) |                 | Essai(s) : M Cobîlaș 1 (50e) | Stade Roi-Baudouin, Bruxelles 3 600 spectateurs Arbitre : J. Mourinha |
| 12 février 2011 |                                                                                  |                 |                              | Stade Roi-Baudouin, Bruxelles 3 600 spectateurs Arbitre : J. Mourinha |

| 12 mars 2011 | Pologne | 28 – 21 (9 – 6) | Belgique | Narodowy Stadion Rugby, Gdynia Arbitre : Bruno Bessot |
| 12 mars 2011 | Essai(s) : Gargasson 1 (44e), Vaissière 1 (53e), Chartier 1 (74e) Transformation(s) : Chartier 2 (44e, 53e) Pénalité(s) : Chartier 3 (11e, 30e, 40e) |                 | Essai(s) : Jadot 1 (71e), Dienst 1 (79e) Transformation(s) : A. Williams 1 (71e) Pénalité(s) : A. Williams 2 (9e, 40e+2) Drop(s) : Fierro 1 (21e) | Narodowy Stadion Rugby, Gdynia Arbitre : Bruno Bessot |
| 12 mars 2011 | |                 | | Narodowy Stadion Rugby, Gdynia Arbitre : Bruno Bessot |

| 12 mars 2011 | Allemagne | 23 – 29 (13 – 26) | République tchèque | Fritz-Grunebaum-Sportpark, Heidelberg Arbitre : Cristian Raduta |
| 12 mars 2011 | Essai(s) : G. Franke 1 (14e), Schmidt 1 (54e) Transformation(s) : Heimpel 2 (14e, 54e) Pénalité(s) : Heimpel 3 (8e, 29e, 65e) |                   | Essai(s) : Kutil 2 (10e, 40e) Transformation(s) : Vokrouhlik 2 (10e, 40e) Pénalité(s) : Vokrouhlik 5 (5e, 16e, 33e, 38e, 52e) | Fritz-Grunebaum-Sportpark, Heidelberg Arbitre : Cristian Raduta |
| 12 mars 2011 | |                   | | Fritz-Grunebaum-Sportpark, Heidelberg Arbitre : Cristian Raduta |

| 19 mars 2011 | Belgique | 28 – 25 (18 – 13) | Allemagne | Stade Roi-Baudouin, Bruxelles Arbitre : Félix Villegas |
| 19 mars 2011 | Essai(s) : Berger 2 (25e, 35e), A. Williams 1 (56e) Transformation(s) : A. Williams 2 (35e, 56e) Pénalité(s) : A. Williams 3 (4e, 6e, 66e) |                   | Essai(s) : Jordaan 2 (13e, 74e), Staruch 1 (70e) Transformation(s) : Heimpel 1 (13e), Güngor 1 (74e) Pénalité(s) : Heimpel 2 (10e, 40e+2) | Stade Roi-Baudouin, Bruxelles Arbitre : Félix Villegas |
| 19 mars 2011 | |                   | | Stade Roi-Baudouin, Bruxelles Arbitre : Félix Villegas |

| 19 mars 2011 | Moldavie | 24 – 16 (12 – 3) | République tchèque                                                                             | Stadionului Dinamo, Chișinău 4 000 spectateurs Arbitre : Marius Mitrea |
| 19 mars 2011 | Essai(s) : Prepeliţă 1 (16e), Romanov 1 (40e), Volosciuc 1 (48e), Titica 1 (69e) Transformation(s) : Gagauz 2 (40e, 69e) |                  | Essai(s) : Kolar 1 (44e), Jirman 1 (52e) Pénalité(s) : Cizek 1 (50e) Drop(s) : Oklestek 1 (2e) | Stadionului Dinamo, Chișinău 4 000 spectateurs Arbitre : Marius Mitrea |
| 19 mars 2011 | |                  |                                                                                                | Stadionului Dinamo, Chișinău 4 000 spectateurs Arbitre : Marius Mitrea |

| 2 avril 2011 | Moldavie | 28 – 15 (13 – 8) | Allemagne                                                                                                 | Stadionului Dinamo, Chișinău 3 000 spectateurs Arbitre : Radu Petrescu |
| 2 avril 2011 | Essai(s) : Prepeliţă 2 (10e, 56e), Arhip 1 (74e) Transformation(s) : Gagauz 1 (10e, 74e) Pénalité(s) : Gagauz 3 (19e, 35e, 53e) |                  | Essai(s) : Kasten 1 (39e), Liebeg 1 (47e) Transformation(s) : Gungor 1 (47e) Pénalité(s) : Franke 1 (37e) | Stadionului Dinamo, Chișinău 3 000 spectateurs Arbitre : Radu Petrescu |
| 2 avril 2011 | |                  | | Stadionului Dinamo, Chișinău 3 000 spectateurs Arbitre : Radu Petrescu |

| 16 avril 2011 | Pologne | 32 – 18 (17 – 0) | Pays-Bas | Stadion Suche Stawy, Cracovie Arbitre : Stephano Marrama |
| 16 avril 2011 | Essai(s) : Popławski 1 (24e), Ławski 1 (37e), Hotowski 1 (75e), Vaissière 1 (77e) Transformation(s) : Chartier 2 (24e, 37e, 78e) Pénalité(s) : Popławski 1 (20e) |                  | Essai(s) : Altink 1 (53e), Viguurs 1 (61e) Transformation(s) : Koenen 1 (61e) Pénalité(s) : Koenen 1 (58e) Drop(s) : Koenen 1 (42e) | Stadion Suche Stawy, Cracovie Arbitre : Stephano Marrama |
| 16 avril 2011 | |                  | | Stadion Suche Stawy, Cracovie Arbitre : Stephano Marrama |

| 23 avril 2011 | Pays-Bas                                                                                                   | 18 – 30 (6 – 17) | Belgique | NRCA Stadium, Amsterdam Arbitre : H. Bargaunas |
| 23 avril 2011 | Essai(s) : Jehee 1 (47e), Knox 1 (76e) Transformation(s) : Koenen 1 (76e) Pénalité(s) : Koenen 2 (5e, 12e) |                  | Essai(s) : A. Williams 1 (28e), Guns 1 (36e), Mulumba 1 (40e), Haghedooren 1 (80e) Transformation(s) : A. Williams 2 (36e, 80e) Pénalité(s) : A. Williams 1 (52e) Drop(s) : A. Williams 1 (42e) | NRCA Stadium, Amsterdam Arbitre : H. Bargaunas |
| 23 avril 2011 | |                  | | NRCA Stadium, Amsterdam Arbitre : H. Bargaunas |

| 30 avril 2011 | Moldavie | 22 – 15 (12 – 8) | Pays-Bas | Stadionului Dinamo, Chișinău Arbitre : Ucha Varimanidze |
| 30 avril 2011 | Essai(s) : Titica 2 (11e, 79e), Baleca 1 (17e) Transformation(s) : Gagau 2 (11e, 79e) Pénalité(s) : Gagau 1 (69e) |                  | Essai(s) : Roovers 1 (25e), Van de Ruit 1 (50e) Transformation(s) : Koenen 1 (50e) Pénalité(s) : Koenen 1 (14e) | Stadionului Dinamo, Chișinău Arbitre : Ucha Varimanidze |
| 30 avril 2011 | |                  | | Stadionului Dinamo, Chișinău Arbitre : Ucha Varimanidze |

##### Matchs retour
| 15 octobre 2011 | Pologne | 20 – 13 (10 – 6) | République tchèque                                                                               | Stadion im. Ojca Wladyslawa Augustynka, Nowy Sącz Arbitre : Akim Hadj Bachir |
| 15 octobre 2011 | Essai(s) : Gabunia 1 (16e), Vaissière 1 (65e) Transformation(s) : Chartier 2 (16e, 65e) Pénalité(s) : Chartier 2 (75e) |                  | Essai(s) : Kutil 1 (80e) Transformation(s) : Jursik 1 (80e) Pénalité(s) : Vokrouhlik 2 (4e, 28e) | Stadion im. Ojca Wladyslawa Augustynka, Nowy Sącz Arbitre : Akim Hadj Bachir |
| 15 octobre 2011 | |                  |                                                                                                  | Stadion im. Ojca Wladyslawa Augustynka, Nowy Sącz Arbitre : Akim Hadj Bachir |

| 5 novembre 2011 | Belgique | 55 – 0 (30 – 0) | République tchèque | Stade Roi-Baudouin, Bruxelles 5 000 spectateurs Arbitre : Giuseppe Vivarini |
| 5 novembre 2011 | Essai(s) : Fierro 2 (18e, 58e), A.Williams 1 (10e), Berger 1 (25e), Plasman 1 (37e), Meeùs 1 (40e), Massimi 1 (47e), Eppe 1 (64e), C.Debaty 1 (79e) Transformation(s) : A.Williams 5 (18e, 38e, 40e, 48e, 79e) |                 |                    | Stade Roi-Baudouin, Bruxelles 5 000 spectateurs Arbitre : Giuseppe Vivarini |
| 5 novembre 2011 | |                 |                    | Stade Roi-Baudouin, Bruxelles 5 000 spectateurs Arbitre : Giuseppe Vivarini |

| 12 novembre 2011 | Allemagne | 23 – 7 (15 – 0) | Pays-Bas                                                         | Hanovre Arbitre : Pedro Murinello |
| 12 novembre 2011 | Essai(s) : May 1 (20e), Hauck 1 (35e), Armitage 1 (54e) Transformation(s) : Kasten 1 (20e) Pénalité(s) : Kasten 1 (78e) Drop(s) : Sauer 1 (18e) |                 | Essai(s) : Barendregt 1 (65e) Transformation(s) : Koenen 1 (65e) | Hanovre Arbitre : Pedro Murinello |
| 12 novembre 2011 | |                 |                                                                  | Hanovre Arbitre : Pedro Murinello |

| 12 novembre 2011 | Moldavie                                                                                           | 17 – 17 (12 – 10) | Pologne | Stadionului Dinamo, Chișinău Arbitre : Radu Petrescu |
| 12 novembre 2011 | Essai(s) : Bulgac 1 (20e), Romanov 1 (40e+4), Castravet 1 (45e) Transformation(s) : Gagauz 1 (20e) |                   | Essai(s) : Łukasiewicz 1 (29e), Gabunia 1 (64e) Transformation(s) : Bukhalo 1 (29e), Stępień 1 (64e) Pénalité(s) : Bukhalo 1 (27e) | Stadionului Dinamo, Chișinău Arbitre : Radu Petrescu |
| 12 novembre 2011 | |                   | | Stadionului Dinamo, Chișinău Arbitre : Radu Petrescu |

| 19 novembre 2011 | Pologne | 34 – 8 (20 – 8) | Allemagne                                                | Stadion MOSiR, Gdańsk Arbitre : Igotz Gallastegi |
| 19 novembre 2011 | Essai(s) : Chartier 2 (23e, 78e), Hotowski 1 (29e), Łukasiewicz 1 (46e) Transformation(s) : Chartier 4 (23e, 29e, 46e, 78e) Pénalité(s) : Chartier 2 (15e, 28e) |                 | Essai(s) : Himmer 1 (10e) Pénalité(s) : Parkinson 1 (5e) | Stadion MOSiR, Gdańsk Arbitre : Igotz Gallastegi |
| 19 novembre 2011 | |                 |                                                          | Stadion MOSiR, Gdańsk Arbitre : Igotz Gallastegi |

| 19 novembre 2011 | République tchèque                                                                                               | 22 – 10 (10 – 10) | Pays-Bas                                                                                     | Stadion RC Tatra Smíchov, Prague Arbitre : Volovik |
| 19 novembre 2011 | Essai(s) : Rohlik 1 (12e), Jirman 1 (24e), Wognitsch 1 (48e), Nemecek 1 (75e) Transformation(s) : Jursik 1 (75e) |                   | Essai(s) : Lingsma 1 (35e) Transformation(s) : Lingsma 1 (35e) Pénalité(s) : Lingsma 1 (31e) | Stadion RC Tatra Smíchov, Prague Arbitre : Volovik |
| 19 novembre 2011 | |                   |                                                                                              | Stadion RC Tatra Smíchov, Prague Arbitre : Volovik |

| 26 novembre 2011 | République tchèque                                      | 6 – 13 (3 – 5) | Moldavie                                                                | Stadion Josefa Kohouta, Říčany Arbitre : Horatiu Bargaunas |
| 26 novembre 2011 | Pénalité(s) : Jursik 1 (50e) Drop(s) : Oklestek 1 (14e) |                | Essai(s) : Romanov 1 (40e), Baltag 1 (52e) Pénalité(s) : Gagauz 1 (63e) | Stadion Josefa Kohouta, Říčany Arbitre : Horatiu Bargaunas |
| 26 novembre 2011 |                                                         |                |                                                                         | Stadion Josefa Kohouta, Říčany Arbitre : Horatiu Bargaunas |

| 25 février 2012 | Belgique | 58 – 3 (17 – 3) | Pays-Bas                  | Stade Roi-Baudouin, Bruxelles 7 800 spectateurs Arbitre : Charles Samson |
| 25 février 2012 | Essai(s) : Berger 3 (54e, 70e, 77e), Haghedooren 2 (62e, 80e), Dienst 1 (5e), Neill 1 (12e), de pénalité 1 (35e), Plasman 1 (43e), Demolder 1 (59e) Transformation(s) : A.Williams 4 (35e, 62e, 70e, 80e) |                 | Pénalité(s) : Nas 1 (21e) | Stade Roi-Baudouin, Bruxelles 7 800 spectateurs Arbitre : Charles Samson |
| 25 février 2012 | |                 |                           | Stade Roi-Baudouin, Bruxelles 7 800 spectateurs Arbitre : Charles Samson |

| 10 mars 2012 | Moldavie                                                                                              | 16 – 17 (3 – 7) | Belgique | Stadionului Dinamo, Chișinău Arbitre : Christophe Labaune |
| 10 mars 2012 | Essai(s) : Arhip 1 (80e+5) Transformation(s) : Gagauz 1 (80e+5) Pénalité(s) : Gagauz 3 (2e, 42e, 56e) |                 | Essai(s) : Hendrickx 1 (26e), Miriallakis 1 (69e) Transformation(s) : A.Williams 2 (26e, 69e) Pénalité(s) : A.Williams 1 (80e+1) | Stadionului Dinamo, Chișinău Arbitre : Christophe Labaune |
| 10 mars 2012 | |                 | | Stadionului Dinamo, Chișinău Arbitre : Christophe Labaune |

| 10 mars 2012 | République tchèque                                                                                      | 17 – 20 (0 – 10) | Allemagne | Stadion RC Tatra Smíchov, Prague Arbitre : Robert Diaconescu |
| 10 mars 2012 | Essai(s) : Cerny 1 (50e), Jirman 1 (57e) Transformation(s) : Cizek 2 (50e, 57e) Drop(s) : Cizek 1 (67e) |                  | Essai(s) : Kasten 2 (26e, 44e), Manawatu 1 (78e) Transformation(s) : Heimpel 1 (26e) Pénalité(s) : Heimpel 1 (12e) | Stadion RC Tatra Smíchov, Prague Arbitre : Robert Diaconescu |
| 10 mars 2012 | |                  | | Stadion RC Tatra Smíchov, Prague Arbitre : Robert Diaconescu |

| 17 mars 2012 | Allemagne | 29 – 30 (22 – 9) | Belgique | KSM Sportplatz, Heusenstamm Arbitre : Matteo Liperini |
| 17 mars 2012 | Essai(s) : Armstrong 1 (31e), Strauch 1 (33e), Manawatu 1 (39e), Kasten 1 (80e) Transformation(s) : Manawatu 3 (31e, 39e, 80e) Pénalité(s) : Manawatu 1 (20e) |                  | Essai(s) : de pénalité 2 (47e, 78e), Verschelden 1 (63e) Transformation(s) : A.Williams 3 (47e, 63e, 78e) Pénalité(s) : A.Williams 3 (5e, 16e, 36e) | KSM Sportplatz, Heusenstamm Arbitre : Matteo Liperini |
| 17 mars 2012 | |                  | | KSM Sportplatz, Heusenstamm Arbitre : Matteo Liperini |

| 24 mars 2012 | Allemagne | 40 – 7 (16 – 7) | Moldavie                                                      | Fritz-Grunebaum-Sportpark, Heidelberg Arbitre : Vlad Iordachescu |
| 24 mars 2012 | Essai(s) : Kasten 2 (26e, 52e), May 1 (38e), Eckert 1 (56e), Manawatu 1 (67e), Strauch 1 (73e) Transformation(s) : Hilsenbeck 2 (56e, 67e) Pénalité(s) : Manawatu 2 (4e, 11e) |                 | Essai(s) : D Arhip 1 (31e) Transformation(s) : Gagauz 1 (31e) | Fritz-Grunebaum-Sportpark, Heidelberg Arbitre : Vlad Iordachescu |
| 24 mars 2012 | |                 |                                                               | Fritz-Grunebaum-Sportpark, Heidelberg Arbitre : Vlad Iordachescu |

| 7 avril 2012 | Belgique                                                                                       | 20 – 13 (11 – 3) | Pologne                                                                                           | Stade Roi-Baudouin, Bruxelles 4 500 spectateurs Arbitre : Pedro Murinello |
| 7 avril 2012 | Essai(s) : Fourneau 1 (7e) Pénalité(s) : A.Williams 4 (2e, 67e, 70e, 74e), Haghedooren 1 (39e) |                  | Essai(s) : Gabunia 1 (56e) Transformation(s) : Billaud 1 (56e) Pénalité(s) : Billaud 2 (26e, 47e) | Stade Roi-Baudouin, Bruxelles 4 500 spectateurs Arbitre : Pedro Murinello |
| 7 avril 2012 |                                                                                                |                  |                                                                                                   | Stade Roi-Baudouin, Bruxelles 4 500 spectateurs Arbitre : Pedro Murinello |

| 7 avril 2012 | Pays-Bas | 40 – 26 (28 – 7) | Moldavie | NRCA Stadium, Amsterdam Arbitre : Éric Soulan |
| 7 avril 2012 | Essai(s) : Bonhof 2 (29e, 78e), Van Den Broek 1 (4e), Brekelmans 1 (17e), Stahlecker 1 (31e), Roovers 1 (41e) Transformation(s) : Koenen 5 (4e, 17e, 29e, 31e, 78e) |                  | Essai(s) : Castravet 2 (55e, 64e), M Cobîlaș 1 (26e), Colt 1 (51e) Transformation(s) : Prepelita 3 (26e, 55e, 64e) | NRCA Stadium, Amsterdam Arbitre : Éric Soulan |
| 7 avril 2012 | |                  | | NRCA Stadium, Amsterdam Arbitre : Éric Soulan |

| 21 avril 2012 | Pays-Bas                                                                                               | 19 – 32 (5 – 19) | Pologne | NRCA Stadium, Amsterdam Arbitre : Gallastegi |
| 21 avril 2012 | Essai(s) : Brekelmans 1 (39e), Baas 1 (65e), Boske 1 (80e+1) Transformation(s) : Koenen 2 (65e, 80e+1) |                  | Essai(s) : Hotowski 2 (9e, 80e+3), Ławski 1 (18e), Hebda 1 (27e), Gabunia 1 (75e) Transformation(s) : Chartier 1 (9e, 27e) Pénalité(s) : Chartier 1 (69e) | NRCA Stadium, Amsterdam Arbitre : Gallastegi |
| 21 avril 2012 | |                  | | NRCA Stadium, Amsterdam Arbitre : Gallastegi |

## Division 2A

### Formule
Le championnat a lieu sur deux saisons du 23 octobre 2010 à l'été 2012 pour l'édition en cours, chaque équipe rencontrant ses concurrents une fois à domicile, une fois à l'extérieur, soit huit matchs chacun. À la fin du tournoi, l'équipe classée première est promue en Division 1B alors l'équipe classée cinquième est reléguée en Division 2B.
De plus, l'équipe classée quatrième jouera un match de barrage face au deuxième de la Division 2B pour se maintenir en Division 2A.

### Classement
| Rang | Nation       | J | V | N | D | Bo | Bd | Pm  | Pe  | Diff | Pts |
| ---- | ------------ | - | - | - | - | -- | -- | --- | --- | ---- | --- |
| 1    | Suède        | 8 | 6 | 1 | 1 | 3  | 0  | 235 | 150 | +85  | 29  |
| 2    | Lituanie (P) | 8 | 5 | 1 | 2 | 5  | 2  | 233 | 125 | +108 | 29  |
| 3    | Malte        | 8 | 4 | 0 | 4 | 2  | 2  | 146 | 135 | +11  | 20  |
| 4    | Croatie      | 8 | 3 | 0 | 5 | 1  | 3  | 162 | 170 | -8   | 16  |
| 5    | Lettonie     | 8 | 1 | 0 | 7 | 1  | 2  | 96  | 292 | -196 | 7   |

|  | Vainqueur du championnat (no 1).                   |
|  | Barrage face au deuxième de la Division 2B (no 4). |
|  | Relégué en Division 2B (no 5).                     |
|  | P : promu en 2010                                  |

### Résultats détaillés

#### Tableau des résultats
| Pays     | CRO   | LET   | LIT   | MAL   | SUE   |
| -------- | ----- | ----- | ----- | ----- | ----- |
| Croatie  |       | 34-8  | 12-29 | 31-16 | 13-32 |
| Lettonie | 12-14 |       | 8-48  | 0-28  | 29-54 |
| Lituanie | 28-26 | 57-3  |       | 9-6   | 30-30 |
| Malte    | 21-14 | 26-33 | 14-10 |       | 22-14 |
| Suède    | 24-18 | 31-3  | 26-22 | 24-13 |       |

|  | Victoire à domicile |  | Match nul |  | Défaite à domicile |

#### Détails des résultats

##### Matchs aller
| 23 octobre 2010 | Croatie                                                                                                  | 13 – 32 (10 – 15) | Suède | Stadion Kranjčevićeva, Zagreb Arbitre : Tomas Tuma |
| 23 octobre 2010 | Essai(s) : Jurisic 1 (32e) Transformation(s) : Mijic 1 (32e) Pénalité(s) : Mijic 1 (3e), Jurisic 1 (59e) |                   | Essai(s) : Borg 1 (10e), Daish 1 (15e), M.Karlsson 1 (45e), Sullivan 1 (70e) Transformation(s) : Arvidsson 2 (45e, 70e), Gowland 1 (15e) Pénalité(s) : Arvidsson 2 (18e, 61e) | Stadion Kranjčevićeva, Zagreb Arbitre : Tomas Tuma |
| 23 octobre 2010 | |                   | | Stadion Kranjčevićeva, Zagreb Arbitre : Tomas Tuma |

| 30 octobre 2010 | Lituanie                                    | 9 – 6 (6 – 3) | Malte                            | Savivaldybes stadionas, Siauliai Arbitre : Luc Janssens |
| 30 octobre 2010 | Pénalité(s) : Marciauskas 3 (30e, 38e, 75e) |               | Pénalité(s) : James 2 (25e, 59e) | Savivaldybes stadionas, Siauliai Arbitre : Luc Janssens |
| 30 octobre 2010 |                                             |               |                                  | Savivaldybes stadionas, Siauliai Arbitre : Luc Janssens |

| 30 octobre 2010 | Lettonie                                                                      | 12 – 14 (5 – 3) | Croatie                                                         | Stade Daugava, Riga Arbitre : Tomas Breburda |
| 30 octobre 2010 | Essai(s) : Skuja 1 (39e), Saulīte 1 (45e) Transformation(s) : Berzins 1 (45e) |                 | Essai(s) : Suta 1 (51e) Pénalité(s) : Jurisic 3 (32e, 61e, 78e) | Stade Daugava, Riga Arbitre : Tomas Breburda |
| 30 octobre 2010 |                                                                               |                 |                                                                 | Stade Daugava, Riga Arbitre : Tomas Breburda |

| 6 novembre 2010 | Malte | 26 – 33 (19 – 6) | Lettonie | Hibernians Stadium, Paola 2 000 spectateurs Arbitre : Laurent Valin |
| 6 novembre 2010 | Essai(s) : O'Brien 2 (23e, 59e), Camilleri 1 (13e), Attard 1 (17e) Transformation(s) : O'Brien 3 (13e, 17e, 59e) |                  | Essai(s) : Cekster 1 (45e), Pepa 1 (56e), Muzikants 1 (69e), Valdavs 1 (78e) Transformation(s) : Berzins 1 (69e), Valdavs 1 (78e) Pénalité(s) : Krumins 2 (22e, 40e), Berzins 1 (51e) | Hibernians Stadium, Paola 2 000 spectateurs Arbitre : Laurent Valin |
| 6 novembre 2010 | |                  | | Hibernians Stadium, Paola 2 000 spectateurs Arbitre : Laurent Valin |

| 10 novembre 2010 | Suède | 26 – 22 (13 – 5) | Lituanie | Trelleborg 300 spectateurs Arbitre : Frank Himmer |
| 10 novembre 2010 | Essai(s) : Arvidsson 1 (21e), Daish 1 (43e), Gowland 1 (59e) Transformation(s) : Arvidsson 1 (21e) Pénalité(s) : Arvidsson 3 (7e, 18e, 66e) |                  | Essai(s) : Petronis 1 (3e), Grigas 1 (62e), Zibolis 1 (80e+1) Transformation(s) : Astrauskas 1 (62e), Misevicus 1 (80e+1) Pénalité(s) : Diarcisaclsras 1 (46e) | Trelleborg 300 spectateurs Arbitre : Frank Himmer |
| 10 novembre 2010 | |                  | | Trelleborg 300 spectateurs Arbitre : Frank Himmer |

| 30 avril 2011 | Lituanie | 57 – 3 (15 – 0) | Lettonie                      | S. Dariaus ir S. Girėno stadionas, Kaunas Arbitre : Brebuada |
| 30 avril 2011 | Essai(s) : Maksimas 2 (6e, 67e), Daugas 1 (14e), Andrius 1 (25e), Z.Tomas 1 (47e), Kasmarius 1 (51e), L.Gediminas 1 (53e), Richardas 1 (80e), Aleksandras 1 (80e+4) Transformation(s) : Kestitus 6 (47e, 51e, 53e, 67e, 80e, 80e+4) |                 | Pénalité(s) : Ruslans 1 (73e) | S. Dariaus ir S. Girėno stadionas, Kaunas Arbitre : Brebuada |
| 30 avril 2011 | |                 |                               | S. Dariaus ir S. Girėno stadionas, Kaunas Arbitre : Brebuada |

| 30 avril 2011 | Malte | 21 – 14 (8 – 7) | Croatie                                                                            | Hibernians Stadium, Paola Arbitre : Félix Villegas |
| 30 avril 2011 | Essai(s) : Collins 1 (35e), Camilleri 1 (51e) Transformation(s) : O'Brien 1 (51e) Pénalité(s) : O'Brien 3 (18e, 63e, 73e) |                 | Essai(s) : Buzov 1 (38e), Mandic 1 (78e) Transformation(s) : Hakaraia 1 (38e, 78e) | Hibernians Stadium, Paola Arbitre : Félix Villegas |
| 30 avril 2011 | |                 |                                                                                    | Hibernians Stadium, Paola Arbitre : Félix Villegas |

| 7 mai 2011 | Croatie                                                                        | 12 – 29 (5 – 10) | Lituanie | Stadion Kranjčevićeva, Zagreb Arbitre : Pedro Murinello |
| 7 mai 2011 | Essai(s) : Mijic 1 (36e), Jurisic 1 (72e) Transformation(s) : Hakaraia 1 (72e) |                  | Essai(s) : Z.Tomas 1 (31e), Kestutis 1 (45e), Evaldas 1 (47e), Andrius 1 (56e) Transformation(s) : Kestutis 3 (31e, 47e, 56e) Pénalité(s) : Kestutis 1 (17e) | Stadion Kranjčevićeva, Zagreb Arbitre : Pedro Murinello |
| 7 mai 2011 |                                                                                |                  | | Stadion Kranjčevićeva, Zagreb Arbitre : Pedro Murinello |

| 7 mai 2011 | Suède | 24 – 13 (7 – 3) | Malte                                                                                           | Enavallen, Enköping Arbitre : Vladimir Volovik |
| 7 mai 2011 | Essai(s) : Eriksson 1 (5e), Wiklund 1 (49e), Youngman 1 (62e) Transformation(s) : Arvidsson 3 (5e, 49e, 62e) Pénalité(s) : Arvidsson 1 (71e) |                 | Essai(s) : Sacco 1 (59e) Transformation(s) : O'Brien 1 (59e) Pénalité(s) : O'Brien 2 (11e, 64e) | Enavallen, Enköping Arbitre : Vladimir Volovik |
| 7 mai 2011 | |                 |                                                                                                 | Enavallen, Enköping Arbitre : Vladimir Volovik |

| 14 mai 2011 | Lettonie | 29 – 54 (3 – 32) | Suède | Stade Daugava, Riga Arbitre : Marcin Zeszute |
| 14 mai 2011 | Essai(s) : Krumins 1 (58e), Skuja 1 (69e), Jauntevs 1 (76e), de pénalité (80e+1) Transformation(s) : Berzins 3 (58e, 69e, 80e+1) Pénalité(s) : Berzins 1 (18e) |                  | Essai(s) : Borg 2 (23e, 47e), Nave 2 (28e, 42e), Gowland 2 (40e+2, 53e), T.Johansson 1 (32e) Transformation(s) : Arvidsson 5 (23e, 33e, 40e+2, 42e, 53e) Pénalité(s) : Arvidsson 3 (12e, 15e, 73e) | Stade Daugava, Riga Arbitre : Marcin Zeszute |
| 14 mai 2011 | |                  | | Stade Daugava, Riga Arbitre : Marcin Zeszute |

##### Matchs retour
| 22 octobre 2011 | Lituanie | 30 – 30 (13 – 23) | Suède | S. Dariaus ir S. Girėno stadionas, Kaunas Arbitre : Tomas Tuma |
| 22 octobre 2011 | Essai(s) : Grigas 3 (30e, 62e, 78e), Misevičius 1 (48e) Transformation(s) : Marcišauskas 1 (30e, 48e) Pénalité(s) : Marcišauskas 1 (3e, 14e) |                   | Essai(s) : Letele 1 (29e), R.Johansson 1 (55e) Transformation(s) : Taylor 1 (55e) Pénalité(s) : Taylor 6 (12e, 24e, 33e, 36e, 38e, 40e+2) | S. Dariaus ir S. Girėno stadionas, Kaunas Arbitre : Tomas Tuma |
| 22 octobre 2011 | |                   | | S. Dariaus ir S. Girėno stadionas, Kaunas Arbitre : Tomas Tuma |

| 29 octobre 2011 | Lettonie | 0 – 28 (0 – 8) | Malte | Riga Arbitre : Vadim Pikhovkin |
| 29 octobre 2011 |          | Essai(s) : Collins 1 (40e), R.Holloway 1 (45e), Kirk 1 (47e), O'Brien 1 (80e) Transformation(s) : O'Brien 1 (47e) Pénalité(s) : O'Brien 2 (3e, 58e) |       | Riga Arbitre : Vadim Pikhovkin |
| 29 octobre 2011 |          | |       | Riga Arbitre : Vadim Pikhovkin |

| 29 octobre 2011 | Suède | 24 – 18 (17 – 13) | Croatie | Avspark, Enköping Arbitre : Frank Himmer |
| 29 octobre 2011 | Essai(s) : Blaha 1 (18e), Sandberg 1 (26e), Pettersson 1 (63e) Transformation(s) : Fransson 3 (18e, 26e, 63e) Pénalité(s) : Fransson 1 (2e) |                   | Essai(s) : Brown 1 (34e), Kumarich 1 (66e) Transformation(s) : Ayoub 1 (34e) Pénalité(s) : Ayoub 2 (4e, 31e) | Avspark, Enköping Arbitre : Frank Himmer |
| 29 octobre 2011 | |                   | | Avspark, Enköping Arbitre : Frank Himmer |

| 5 novembre 2011 | Malte                                                                                   | 14 – 10 (0 – 10) | Lituanie                                                                                                  | Hibernians Stadium, Paola Arbitre : Montoya |
| 5 novembre 2011 | Essai(s) : O'Brien 1 (59e) Pénalité(s) : O'Brien 1 (45e, 55e) Drop(s) : O'Brien 1 (56e) |                  | Essai(s) : Misevicius 1 (40e) Transformation(s) : Marcisauskas 1 (40e) Pénalité(s) : Marcisauskas 1 (23e) | Hibernians Stadium, Paola Arbitre : Montoya |
| 5 novembre 2011 |                                                                                         |                  | | Hibernians Stadium, Paola Arbitre : Montoya |

| 5 novembre 2011 | Croatie | 34 – 8 (20 – 3) | Lettonie                                           | Stadion Stari plac, Split Arbitre : Mike Hoyer |
| 5 novembre 2011 | Essai(s) : Sekovanec 1 (21e), Ayoub 1 (23e), Suta 1 (56e), Juresko 1 (59e) Transformation(s) : Lovreta 4 (21e, 23e, 56e, 59e) Pénalité(s) : Lovreta 2 (5e, 11e) |                 | Essai(s) : Jakuss 1 (76e) Drop(s) : Kotlevs 1 (9e) | Stadion Stari plac, Split Arbitre : Mike Hoyer |
| 5 novembre 2011 | |                 |                                                    | Stadion Stari plac, Split Arbitre : Mike Hoyer |

| 21 avril 2012 | Malte                                                                                   | 22 – 14 (11 – 7) | Suède                                                                             | Hibernians Stadium, Paola Arbitre : Pedro Murinello |
| 21 avril 2012 | Essai(s) : Sacco 1 (23e), O'Brien 1 (79e) Pénalité(s) : O'Brien 4 (5e, 40e+1, 51e, 54e) |                  | Essai(s) : Thomas 1 (28e), Jacobus 1 (65e) Transformation(s) : Robin 2 (28e, 65e) | Hibernians Stadium, Paola Arbitre : Pedro Murinello |
| 21 avril 2012 |                                                                                         |                  |                                                                                   | Hibernians Stadium, Paola Arbitre : Pedro Murinello |

| 28 avril 2012 | Lettonie                                                | 8 – 48 (8 – 20) | Lituanie | Riga Arbitre : Claudio Blessano |
| 28 avril 2012 | Essai(s) : Baranovs 1 (9e) Pénalité(s) : Tumins 1 (33e) |                 | Essai(s) : Mantantas 2 (1re, 72e), Vytarac 2 (55e, 70e), Mindaucas 1 (15e), Tustinas 1 (75e) Transformation(s) : Kestusis 6 (1re, 25e, 55e, 70e, 72e, 75e) Pénalité(s) : Kestusis 2 (5e, 30e) | Riga Arbitre : Claudio Blessano |
| 28 avril 2012 |                                                         |                 | | Riga Arbitre : Claudio Blessano |

| 28 avril 2012 | Croatie | 31 – 16 (3 – 6) | Malte                                                                       | Stadion Kranjčevićeva, Zagreb 2 500 spectateurs Arbitre : Ken Lambrechts |
| 28 avril 2012 | Essai(s) : Ayoub 1 (48e), Vinac 1 (66e), Mijic 1 (77e) Transformation(s) : Ayoub 2 (48e, 66e) Pénalité(s) : Ayoub 3 (16e, 46e, 55e), Mijic 1 (63e) |                 | Essai(s) : Apsee 1 (50e), Morris 1 (71e) Pénalité(s) : O'Brien 2 (16e, 38e) | Stadion Kranjčevićeva, Zagreb 2 500 spectateurs Arbitre : Ken Lambrechts |
| 28 avril 2012 | |                 |                                                                             | Stadion Kranjčevićeva, Zagreb 2 500 spectateurs Arbitre : Ken Lambrechts |

| 5 mai 2012 | Suède | 31 – 3 (5 – 3) | Lettonie                     | Avspark, Enköping Arbitre : Marcin Zestuzek |
| 5 mai 2012 | Essai(s) : Nissila 1 (13e), Fransson 1 (42e), Daish 1 (45e), Arvidsson 1 (57e), Rumbelow 1 (65e) Transformation(s) : Murphy 3 (42e, 45e, 47e) |                | Pénalité(s) : Tumins 1 (17e) | Avspark, Enköping Arbitre : Marcin Zestuzek |
| 5 mai 2012 | |                |                              | Avspark, Enköping Arbitre : Marcin Zestuzek |

| 5 mai 2012 | Lituanie | 28 – 26 (7 – 6) | Croatie | Vilnius Arbitre : Ucha Narimanidze |
| 5 mai 2012 | Essai(s) : Zibolis 1 (38e), Marcišauskas 1 (46e), Tipelis 1 (55e), Grigas 1 (60e) Transformation(s) : Marcišauskas 4 (38e, 46e, 55e, 60e) |                 | Essai(s) : Čulić 2 (58e, 77e), Gomuzak 1 (69e) Transformation(s) : Ayoub 1 (69e) Pénalité(s) : Ayoub 3 (15e, 40e, 44e) | Vilnius Arbitre : Ucha Narimanidze |
| 5 mai 2012 | |                 | | Vilnius Arbitre : Ucha Narimanidze |

## Division 2B

### Formule
Le championnat a lieu sur deux saisons du 2 octobre 2010 à l'été 2012 pour l'édition en cours, chaque équipe rencontrant ses concurrents une fois à domicile, une fois à l'extérieur, soit huit matchs chacun. À la fin du tournoi, l'équipe classée première est promue en Division 2A alors l'équipe classée cinquième est reléguée en Division 2C. De plus, l'équipe classée deuxième jouera un match de barrage à domicile face au quatrième de la Division 2A afin de décrocher son accession en Division 2A.
Pour finir, l'équipe classée quatrième jouera un match de barrage face au deuxième de la Division 2C pour se maintenir en Division 2B.
L'Arménie déclare forfait général en avril. Ses résultats de la phase aller (défaite 27-30 en Suisse, victoire 15-12 face à Andorre, défaite 18-20 en Serbie et victoire 25-0 (par forfait) sur la Slovénie) sont donc annulés. Tous les matchs de l'Arménie sont remplacés par une défaite 0-25 et 5 points pour l'adversaire.

### Classement
| Rang | Nation       | J | V | N | D | Bo | Bd | Pm  | Pe  | Diff | Pts |
| ---- | ------------ | - | - | - | - | -- | -- | --- | --- | ---- | --- |
| 1    | Suisse       | 8 | 7 | 0 | 1 | 5  | 1  | 253 | 77  | +176 | 34  |
| 2    | Andorre      | 8 | 6 | 0 | 2 | 4  | 1  | 168 | 88  | +80  | 29  |
| 3    | Serbie       | 8 | 4 | 0 | 4 | 3  | 1  | 174 | 126 | +48  | 20  |
| 4    | Slovénie (P) | 8 | 3 | 0 | 5 | 2  | 0  | 106 | 210 | -104 | 14  |
| 5    | Arménie      | 8 | 0 | 0 | 8 | 0  | 0  | 0   | 200 | -200 | 0   |

|  | Promu en Division 2A (no 1).                        |
|  | Barrage face au quatrième de la Division 2A (no 2). |
|  | Barrage face au deuxième de la Division 2C (no 4).  |
|  | Relégué en Division 2C (no 5).                      |
|  | P : promu en 2010                                   |

### Résultats détaillés

#### Tableau des résultats
| Pays     | AND  | ARM  | SER   | SLO  | SUI   |
| -------- | ---- | ---- | ----- | ---- | ----- |
| Andorre  |      | 25-0 | 42-25 | 22-7 | 21-22 |
| Arménie  | 0-25 |      | 0-25  | 0-25 | 0-25  |
| Serbie   | 7-9  | 25-0 |       | 52-0 | 18-15 |
| Slovénie | 6-15 | 25-0 | 33-3  |      | 10-33 |
| Suisse   | 21-9 | 25-0 | 27-19 | 85-0 |       |

|  | Victoire à domicile |  | Match nul |  | Défaite à domicile |

#### Détails des résultats

##### Matchs aller
| 9 octobre 2010 | Andorre | 22 – 7 (5 – 0) | Slovénie                                                    | Camp d'Esports del M.I. Consell General, Andorre-la-Vieille Arbitre : Mike Hoyer |
| 9 octobre 2010 | Essai(s) : Kirikashvili 1 (15e), Canturri 1 (51e), Gagnidze 1 (60e) M.Taurinya 1 (77e) Transformation(s) : R.Fite 1 (77e) |                | Essai(s) : Gobec 1 (45e) Transformation(s) : Burnik 1 (45e) | Camp d'Esports del M.I. Consell General, Andorre-la-Vieille Arbitre : Mike Hoyer |
| 9 octobre 2010 | |                |                                                             | Camp d'Esports del M.I. Consell General, Andorre-la-Vieille Arbitre : Mike Hoyer |

| 23 octobre 2010 | Slovénie | 33 – 3 (10 – 3) | Serbie                      | Stanežiče igrišče Oval, Ljubljana Arbitre : Michalik Gregorz |
| 23 octobre 2010 | Essai(s) : Burnik 2 (2e, 57e), Jovic 1 (78e) Transformation(s) : Burnik 3 (2e, 57e, 78e) Pénalité(s) : Burnik 3 (39e, 43e, 61e) Drop(s) : Kavcic 1 (64e) |                 | Pénalité(s) : Kapor 1 (33e) | Stanežiče igrišče Oval, Ljubljana Arbitre : Michalik Gregorz |
| 23 octobre 2010 | |                 |                             | Stanežiče igrišče Oval, Ljubljana Arbitre : Michalik Gregorz |

| 20 novembre 2010 | Serbie | 18 – 15 (8 – 10) | Suisse | Belgrade 600 spectateurs Arbitre : Sarkans Karlis |
| 20 novembre 2010 | Essai(s) : Kapor 1 (32e), N.Simonovic 1 (57e) Transformation(s) : Jelic (57e) Pénalité(s) : Kapor 1 (13e), Jelic 1 (80e+11) |                  | Essai(s) : Daminden 1 (37e), Montiel 1 (80e+1) Transformation(s) : Meyer 1 (37e) Pénalité(s) : Meyer 1 (17e) | Belgrade 600 spectateurs Arbitre : Sarkans Karlis |
| 20 novembre 2010 | |                  | | Belgrade 600 spectateurs Arbitre : Sarkans Karlis |

| 19 février 2011 | Andorre | 42 – 25 (27 – 3) | Serbie | Camp d'Esports del M.I. Consell General, Andorre-la-Vieille Arbitre : J.Brown |
| 19 février 2011 | Essai(s) : Magallon 4 (9e, 18e, 66e, 71e), J.Fite 1 (36e), Alieu 1 (40e+1), Gispert 1 (49e) Transformation(s) : Canturri 2 (9e, 40e+1) Drop(s) : R.Fite 1 (3e) |                  | Essai(s) : Krstic 1 (64e), Jerkovic 1 (77e), Jelic 1 (80e+3) Transformation(s) : Jelic 2 (64e, 77e) Pénalité(s) : Jelic 1 (24e), Zivanov 1 (45e) | Camp d'Esports del M.I. Consell General, Andorre-la-Vieille Arbitre : J.Brown |
| 19 février 2011 | |                  | | Camp d'Esports del M.I. Consell General, Andorre-la-Vieille Arbitre : J.Brown |

| 19 mars 2011 | Suisse | 21 – 9 (3 – 9) | Andorre                                                   | Centre sportif de Colovray, Nyon Arbitre : Serge Goffinet |
| 19 mars 2011 | Essai(s) : Giorgerini 1 (50e), Perrod 1 (60e) Transformation(s) : Perrod 1 (60e) Pénalité(s) : Perrod 2 (33e, 47e), Giorgerini 1 (44e) |                | Pénalité(s) : Abello 2 (28e, 36e) Drop(s) : Abello 1 (3e) | Centre sportif de Colovray, Nyon Arbitre : Serge Goffinet |
| 19 mars 2011 | |                |                                                           | Centre sportif de Colovray, Nyon Arbitre : Serge Goffinet |

| 30 avril 2011 | Slovénie                                                                                     | 10 – 33 (3 – 12) | Suisse | Stanežiče igrišče Oval, Ljubljana |
| 30 avril 2011 | Essai(s) : Subic 1 (80e+8) Transformation(s) : Kavcic 1 (80e+8) Pénalité(s) : Kavcic 1 (29e) |                  | Essai(s) : Dimitri 2 (9e, 19e), Meyer 1 (50e), de pénalité 1 (60e), Lafuye 1 (67e) Transformation(s) : Perrod 4 (19e, 50e, 60e, 67e) | Stanežiče igrišče Oval, Ljubljana |
| 30 avril 2011 |                                                                                              |                  | | Stanežiče igrišče Oval, Ljubljana |

##### Matchs retour
| 29 octobre 2011 | Serbie | 52 – 0 (33 – 0) | Slovénie | Belgrade Arbitre : Tomas Tuma |
| 29 octobre 2011 | Essai(s) : Orlovic 3 (3e, 28e, 42e), Martic 2 (35e, 80e+3), Petrovic 1 (13e), Andjelic 1 (31e), Dejanovic 1 (72e) Transformation(s) : Kapor 5 (28e, 31e, 35e, 42e, 80e+3), Andjelic 1 (3e) |                 |          | Belgrade Arbitre : Tomas Tuma |
| 29 octobre 2011 | |                 |          | Belgrade Arbitre : Tomas Tuma |

| 12 novembre 2011 | Suisse | 27 – 19 (17 – 14) | Serbie                                                                                 | Stade Philippe Pottier, Monthey Arbitre : Vincent Bouchet |
| 12 novembre 2011 | Essai(s) : Kung 1 (5e), Dervey 1 (32e), Pont 1 (38e), Lin 1 (76e) Transformation(s) : Perrod 1 (38e), Mowat 1 (76e) Pénalité(s) : Mowat 1 (50e) |                   | Essai(s) : Orlovic 2 (9e, 29e), Ljubicic 1 (66e) Transformation(s) : Kapor 2 (9e, 29e) | Stade Philippe Pottier, Monthey Arbitre : Vincent Bouchet |
| 12 novembre 2011 | |                   |                                                                                        | Stade Philippe Pottier, Monthey Arbitre : Vincent Bouchet |

| 12 novembre 2011 | Slovénie                          | 6 – 15 (0 – 15) | Andorre | Stanežiče igrišče Oval, Ljubljana Arbitre : George Mossford |
| 12 novembre 2011 | Pénalité(s) : Suljic 2 (47e, 67e) |                 | Essai(s) : Magallon 1 (2e), Cabanes 1 (12e) Transformation(s) : Abello 1 (12e) Pénalité(s) : Abello 1 (25e) | Stanežiče igrišče Oval, Ljubljana Arbitre : George Mossford |
| 12 novembre 2011 |                                   |                 | | Stanežiče igrišče Oval, Ljubljana Arbitre : George Mossford |

| 26 novembre 2011 | Andorre                                                     | 21 – 22 (9 – 19) | Suisse | Camp d'Esports del M.I. Consell General, Andorre-la-Vieille Arbitre : Thomas Muldoon |
| 26 novembre 2011 | Pénalité(s) : Abello 7 (5e, 15e, 39e, 44e, 50e, 72e, 80e+1) |                  | Essai(s) : Dimitri 1 (18e), Lin 1 (37e), Ruegsegger 1 (40e+4) Transformation(s) : Perrod 1 (18e, 37e) Pénalité(s) : Mowat 1 (80e+7) | Camp d'Esports del M.I. Consell General, Andorre-la-Vieille Arbitre : Thomas Muldoon |
| 26 novembre 2011 |                                                             |                  | | Camp d'Esports del M.I. Consell General, Andorre-la-Vieille Arbitre : Thomas Muldoon |

| 17 mars 2012 | Suisse | 85 – 0 (45 – 0) | Slovénie | Centre sportif de Colovray, Nyon 1 057 spectateurs Arbitre : Luc Janssens |
| 17 mars 2012 | Essai(s) : Guyou-Kreis 2 (4e, 7e), Faudot 2 (20e, 56e), L.Steiger 2 (46e, 78e), Jacquier 1 (12e), Dervey 1 (15e), Pont 1 (22e), Betten 1 (35e), Gery 1 (52e), S.Steiger 1 (64e), Dimitri 1 (69e) Transformation(s) : Perrod 9 (7e, 15e, 20e, 35e, 46e, 52e, 56e, 64e, 69e), Kung 1 (4e) |                 |          | Centre sportif de Colovray, Nyon 1 057 spectateurs Arbitre : Luc Janssens |
| 17 mars 2012 | |                 |          | Centre sportif de Colovray, Nyon 1 057 spectateurs Arbitre : Luc Janssens |

| 14 avril 2012 | Serbie                                                    | 7 – 9 (7 – 3) | Andorre                              | Belgrade Arbitre : Frank Himmer |
| 14 avril 2012 | Essai(s) : Andjelic 1 (?) Transformation(s) : Kapor 1 (?) |               | Pénalité(s) : Abello 3 (?, 49e, 78e) | Belgrade Arbitre : Frank Himmer |
| 14 avril 2012 |                                                           |               |                                      | Belgrade Arbitre : Frank Himmer |

## Division 2C

### Formule
Le championnat a lieu sur deux saisons du 16 octobre 2010 à l'été 2012 pour l'édition en cours, chaque équipe rencontrant ses concurrents une fois à domicile, une fois à l'extérieur, soit huit matchs chacun. À la fin du tournoi, l'équipe classée première est promue en Division 2B alors l'équipe classée cinquième est reléguée en Division 2D.
De plus, l'équipe classée deuxième jouera un match de barrage à domicile face au quatrième de la Division 2B afin de décrocher son accession en Division 2B.
Pour finir, l'équipe classée quatrième jouera un match de barrage face au deuxième de la Division 2D pour se maintenir en Division 2C.

### Classement
| Rang | Nation     | J | V | N | D | Bo | Bd | Pm  | Pe  | Diff | Pts |
| ---- | ---------- | - | - | - | - | -- | -- | --- | --- | ---- | --- |
| 1    | Israël (P) | 8 | 7 | 0 | 1 | 2  | 0  | 186 | 97  | +89  | 30  |
| 2    | Danemark   | 8 | 5 | 1 | 2 | 0  | 1  | 155 | 131 | +24  | 23  |
| 3    | Autriche   | 8 | 3 | 0 | 5 | 1  | 4  | 157 | 141 | +16  | 17  |
| 4    | Hongrie    | 8 | 3 | 0 | 5 | 1  | 1  | 130 | 182 | -52  | 14  |
| 5    | Norvège    | 8 | 1 | 1 | 6 | 0  | 1  | 72  | 149 | -77  | 7   |

|  | Promu en Division 2B (no 1).                        |
|  | Barrage face au quatrième de la Division 2B (no 2). |
|  | Barrage face au deuxième de la Division 2D (no 4).  |
|  | Relégué en Division 2D (no 5).                      |
|  | P : promu en 2010                                   |

### Résultats détaillés

#### Tableau des résultats
| Pays     | AUT   | DAN   | HON   | ISR   | NOR   |
| -------- | ----- | ----- | ----- | ----- | ----- |
| Autriche |       | 23-16 | 38-7  | 26-28 | 15-9  |
| Danemark | 28-22 |       | 21-20 | 27-19 | 28-5  |
| Hongrie  | 22-16 | 13-21 |       | 5-44  | 21-5  |
| Israël   | 20-11 | 15-0  | 23-14 |       | 22-11 |
| Norvège  | 11-6  | 14-14 | 14-28 | 3-15  |       |

|  | Victoire à domicile |  | Match nul |  | Défaite à domicile |

#### Détails des résultats

##### Matchs aller
| 16 octobre 2010 | Norvège                                                       | 14 – 14 (3 – 8) | Danemark                                                             | Bislett Stadion, Oslo Arbitre : Serge Goffinet |
| 16 octobre 2010 | Essai(s) : Greer 1 (69e) Pénalité(s) : Hunt 3 (16e, 65e, 77e) |                 | Essai(s) : Pedersen 1 (10e) Pénalité(s) : Grantham 3 (25e, 67e, 79e) | Bislett Stadion, Oslo Arbitre : Serge Goffinet |
| 16 octobre 2010 |                                                               |                 |                                                                      | Bislett Stadion, Oslo Arbitre : Serge Goffinet |

| 16 octobre 2010 | Hongrie                                                                              | 22 – 16 (17 – 5) | Autriche                                                                    | Százhalombatta Arbitre : Hervé Dubès |
| 16 octobre 2010 | Essai(s) : Deli 3 (11e, 22e, 30e), Toth (71e) Transformation(s) : Teisenhoffer (11e) |                  | Essai(s) : Bignotti 1 (36e), Glock 1 (65e) Pénalité(s) : Navas 2 (56e, 61e) | Százhalombatta Arbitre : Hervé Dubès |
| 16 octobre 2010 |                                                                                      |                  |                                                                             | Százhalombatta Arbitre : Hervé Dubès |

| 30 octobre 2010 | Israël | 23 – 14 (10 – 11) | Hongrie                                                                       | Wingate Institute, Netanya Arbitre : Thomas Muldoon |
| 30 octobre 2010 | Essai(s) : Kaplan 1 (13e), Brosh 1 (59e) Transformation(s) : Beutler 2 (13e, 59e) Pénalité(s) : Beutler 3 (11e, 55e, 72e) |                   | Essai(s) : Ban 1 (33e) Pénalité(s) : Collet 2 (31e, 66e), Teisenhoffer 1 (3e) | Wingate Institute, Netanya Arbitre : Thomas Muldoon |
| 30 octobre 2010 | |                   |                                                                               | Wingate Institute, Netanya Arbitre : Thomas Muldoon |

| 6 novembre 2010 | Autriche                                        | 15 – 9 (6 – 3) | Norvège                                 | Sportklub Stadion, Vienne 600 spectateurs Arbitre : Jan Craenen |
| 6 novembre 2010 | Pénalité(s) : Navas 5 (35e, 40e, 52e, 70e, 75e) |                | Pénalité(s) : Slaatta 3 (40e, 57e, 62e) | Sportklub Stadion, Vienne 600 spectateurs Arbitre : Jan Craenen |
| 6 novembre 2010 |                                                 |                |                                         | Sportklub Stadion, Vienne 600 spectateurs Arbitre : Jan Craenen |

| 6 novembre 2010 | Danemark                                                                                      | 21 – 20 (10 – 13) | Hongrie | Atletikstadion, Odense Arbitre : Lambrechts |
| 6 novembre 2010 | Essai(s) : Steel 1 (32e), Wilson 1 (46e), Robertson 1 (53e) Pénalité(s) : Wilson 2 (18e, 26e) |                   | Essai(s) : Refi 1 (8e), de pénalité 1 (67e) Transformation(s) : Teissen Hoffer 1 (8e), ? (67e) Pénalité(s) : Teissen Hoffer 2 (13e, 36e) | Atletikstadion, Odense Arbitre : Lambrechts |
| 6 novembre 2010 |                                                                                               |                   | | Atletikstadion, Odense Arbitre : Lambrechts |

| 9 avril 2011 | Israël | 20 – 11 (10 – 6) | Autriche                                                 | Wingate Institute, Netanya Arbitre : Kaloxilos |
| 9 avril 2011 | Essai(s) : Gurtovoy 1 (39e), Brosh 1 (65e) Transformation(s) : Beutler 1 (39e, 65e) Pénalité(s) : Beutler 2 (3e, 54e) |                  | Essai(s) : Wever 1 (75e) Pénalité(s) : Navas 2 (9e, 33e) | Wingate Institute, Netanya Arbitre : Kaloxilos |
| 9 avril 2011 | |                  |                                                          | Wingate Institute, Netanya Arbitre : Kaloxilos |

| 7 mai 2011 | Danemark | 27 – 19 (20 – 6) | Israël                                                                                 | Atletikstadion, Odense Arbitre : Didier Welfring |
| 7 mai 2011 | Essai(s) : Eegholm 1 (29e), Bjerrum 1 (37e), Vandborg 1 (56e) Transformation(s) : Grantham 3 (29e, 37e, 56e) Pénalité(s) : Grantham 2 (2e, 24e) |                  | Essai(s) : Bowman 1 (69e), Radashkovich 1 (79e) Pénalité(s) : Beutler 3 (9e, 13e, 46e) | Atletikstadion, Odense Arbitre : Didier Welfring |
| 7 mai 2011 | |                  |                                                                                        | Atletikstadion, Odense Arbitre : Didier Welfring |

| 14 mai 2011 | Autriche | 23 – 16 (17 – 6) | Danemark                                                                                                | Wiener Sportclub-Platz, Vienne Arbitre : Karlis Sarkans |
| 14 mai 2011 | Essai(s) : Wever 1 (2e), Leidl 1 (21e) Transformation(s) : Glock 2 (2e, 21e) Pénalité(s) : Glock 3 (26e, 44e, 67e) |                  | Essai(s) : Haaning 1 (45e) Transformation(s) : Grantham 1 (45e) Pénalité(s) : Grantham 3 (8e, 39e, 52e) | Wiener Sportclub-Platz, Vienne Arbitre : Karlis Sarkans |
| 14 mai 2011 | |                  | | Wiener Sportclub-Platz, Vienne Arbitre : Karlis Sarkans |

| 14 mai 2011 | Norvège                      | 3 – 15 (3 – 0) | Israël | Fana Stadion, Bergen Arbitre : Paulo Guguiev |
| 14 mai 2011 | Pénalité(s) : Slaatta 1 (6e) |                | Essai(s) : Radashkovich 1 (50e), Amos 1 (60e) Transformation(s) : Beutler 1 (60e) Pénalité(s) : Beutler 1 (44e) | Fana Stadion, Bergen Arbitre : Paulo Guguiev |
| 14 mai 2011 |                              |                | | Fana Stadion, Bergen Arbitre : Paulo Guguiev |

| 4 juin 2011 | Hongrie                                                                                            | 21 – 5 (7-5) | Norvège                     | Szektoi Stadion, Kecskemét Arbitre : Dejan Stiglic |
| 4 juin 2011 | Essai(s) : Ban 1 (33e), Bárdos 1 (42e), Deli 1 (63e) Transformation(s) : Prakter 3 (33e, 42e, 63e) |              | Essai(s) : Borsheim 1 (11e) | Szektoi Stadion, Kecskemét Arbitre : Dejan Stiglic |
| 4 juin 2011 | |              |                             | Szektoi Stadion, Kecskemét Arbitre : Dejan Stiglic |

##### Matchs retour
| 15 octobre 2011 | Danemark | 28 – 5 (25 – 5) | Norvège                    | Atletikstadion, Odense 557 spectateurs Arbitre : Welfring |
| 15 octobre 2011 | Essai(s) : Valbak 1 (21e), Smalley 1 (31e), J.Soussan 1 (40e) Transformation(s) : Michaelsen 2 (31e, 40e) Pénalité(s) : Michaelsen 2 (14e, 34e), J.Jensen 1 (70e) |                 | Essai(s) : Diessner 1 (9e) | Atletikstadion, Odense 557 spectateurs Arbitre : Welfring |
| 15 octobre 2011 | |                 |                            | Atletikstadion, Odense 557 spectateurs Arbitre : Welfring |

| 22 octobre 2011 | Autriche | 26 – 28 (20 – 20) | Israël | Sportklub Stadion, Vienne Arbitre : Jelavic |
| 22 octobre 2011 | Essai(s) : Kolb 1 (17e), Farkondehfal-Fal 1 (40e+1) Transformation(s) : Navas 2 (17e, 40e+1) Pénalité(s) : Navas 4 (7e, 9e, 50e, 71e) |                   | Essai(s) : Rainstein 2 (25e, 38e), Eli 1 (22e), Radashkovic 1 (53e) Transformation(s) : Beutler 1 (22e) Pénalité(s) : Beutler 2 (13e, 67e) | Sportklub Stadion, Vienne Arbitre : Jelavic |
| 22 octobre 2011 | |                   | | Sportklub Stadion, Vienne Arbitre : Jelavic |

| 29 octobre 2011 | Hongrie                                                                                        | 13 – 21 (13 – 13) | Danemark | Esztergom Arbitre : Cekal |
| 29 octobre 2011 | Essai(s) : Dobai 1 (23e) Transformation(s) : Janotka 1 (23e) Pénalité(s) : Janotka 2 (4e, 30e) |                   | Essai(s) : Robertson 1 (18e), J.Jensen 1 (59e) Transformation(s) : Michaelsen 1 (18e) Pénalité(s) : Michaelsen 3 (7e, 32e, 75e) | Esztergom Arbitre : Cekal |
| 29 octobre 2011 |                                                                                                |                   | | Esztergom Arbitre : Cekal |

| 29 octobre 2011 | Israël | 22 – 11 (10 – 8) | Norvège                                                     | Wingate Institute, Netanya 1 000 spectateurs Arbitre : G. Kaloxylos |
| 29 octobre 2011 | Essai(s) : Eli 2 (33e, 73e), Rarashkovic 1 (41e) Transformation(s) : Kaplan 2 (33e, 73e) Pénalité(s) : Goldstein 1 (5e) |                  | Essai(s) : Waquala 1 (40e) Pénalité(s) : Skovly 2 (3e, 52e) | Wingate Institute, Netanya 1 000 spectateurs Arbitre : G. Kaloxylos |
| 29 octobre 2011 | |                  |                                                             | Wingate Institute, Netanya 1 000 spectateurs Arbitre : G. Kaloxylos |

| 5 novembre 2011 | Autriche | 38 – 7 (17 – 0) | Hongrie                                                             | Sportklub Stadion, Vienne Arbitre : Dejan Stiglic |
| 5 novembre 2011 | Essai(s) : Barry 1 (9e), Bignotti 1 (31e), Zöchling 1 (68e), Leidl 1 (80e) Transformation(s) : Navas 3 (9e, 31e, 80e) Pénalité(s) : Navas 4 (4e, 44e, 46e, 61e) |                 | Essai(s) : Gaspar 1 (77e) Transformation(s) : Teissenhoffer 1 (77e) | Sportklub Stadion, Vienne Arbitre : Dejan Stiglic |
| 5 novembre 2011 | |                 |                                                                     | Sportklub Stadion, Vienne Arbitre : Dejan Stiglic |

| 21 avril 2012 | Hongrie                 | 5 – 44 (5 – 30) | Israël | Vasas Stadion, Esztergom Arbitre : Ramunas Grumbinas |
| 21 avril 2012 | Essai(s) : Jung 1 (37e) |                 | Essai(s) : Maguid 3 (14e, 31e, 40e), Shaki 1 (6e), Beatler 1 (80e) Transformation(s) : Beatler 2 (6e, 14e) Pénalité(s) : Beatler 5 (2e, 19e, 44e, 58e, 66e) | Vasas Stadion, Esztergom Arbitre : Ramunas Grumbinas |
| 21 avril 2012 |                         |                 | | Vasas Stadion, Esztergom Arbitre : Ramunas Grumbinas |

| 21 avril 2012 | Danemark | 28 – 22 (5 – 10) | Autriche | Atletikstadion, Odense Arbitre : Grzegorz Michalik |
| 21 avril 2012 | Essai(s) : J.Jensen 2 (38e, 77e), Brobyskov 1 (47e) Transformation(s) : J.Jensen 1 (47e), Hurst 1 (77e) Pénalité(s) : Hurst 3 (59e, 65e, 70e) |                  | Essai(s) : Dachler 1 (27e), Barry 1 (44e), Farkondeh Fal 1 (80e+1) Transformation(s) : Navas 1 (27e), Kerschbaumer 1 (44e) Pénalité(s) : Navas 1 (2e) | Atletikstadion, Odense Arbitre : Grzegorz Michalik |
| 21 avril 2012 | |                  | | Atletikstadion, Odense Arbitre : Grzegorz Michalik |

| 5 mai 2012 | Norvège                                                     | 11 – 6 (0 – 0) | Autriche                               | Fana Stadion, Bergen Arbitre : Kulakovskis |
| 5 mai 2012 | Essai(s) : Davis 1 (80e) Pénalité(s) : Slaatta 2 (50e, 63e) |                | Pénalité(s) : Kerscbaumer 2 (53e, 71e) | Fana Stadion, Bergen Arbitre : Kulakovskis |
| 5 mai 2012 |                                                             |                |                                        | Fana Stadion, Bergen Arbitre : Kulakovskis |

| 19 mai 2012 | Norvège                                                                               | 14 – 28 (7 – 7) | Hongrie | Bislett Stadion, Oslo Arbitre : Sergii Poplavskyi |
| 19 mai 2012 | Essai(s) : Waqalevu 1 (26e), Buncle 1 (65e) Transformation(s) : Borsheim 2 (26e, 65e) |                 | Essai(s) : Prakter 1 (10e), Bárdos 1 (43e), Gyurcsik 1 (52e) Transformation(s) : Collet 2 (10e, 43e) Pénalité(s) : Collet 2 (74e, 79e) Drop(s) : Lloyd 1 (80e) | Bislett Stadion, Oslo Arbitre : Sergii Poplavskyi |
| 19 mai 2012 |                                                                                       |                 | | Bislett Stadion, Oslo Arbitre : Sergii Poplavskyi |

| 2 juin 2012 | Israël                                           | 15 – 0 (10 – 0) | Danemark | Wingate Institute, Netanya 1 500 spectateurs Arbitre : Stéphan Pomarede |
| 2 juin 2012 | Essai(s) : Rainstein 2 (26e, 62e), Brosh 1 (17e) |                 |          | Wingate Institute, Netanya 1 500 spectateurs Arbitre : Stéphan Pomarede |
| 2 juin 2012 |                                                  |                 |          | Wingate Institute, Netanya 1 500 spectateurs Arbitre : Stéphan Pomarede |

## Division 2D

### Formule
Le championnat a lieu sur deux saisons du 9 octobre 2010 à l'été 2012 pour l'édition en cours, chaque équipe rencontrant ses concurrents une fois à domicile, une fois à l'extérieur, soit huit matchs chacun. À la fin du tournoi, l'équipe classée première est promue en Division 2C alors l'équipe classée cinquième est reléguée en Division 3A.
De plus, l'équipe classée deuxième jouera un match de barrage à domicile face au quatrième de la Division 2C afin de décrocher son accession en Division 2C.

### Classement
| Rang | Nation     | J | V | N | D | Bo | Bd | Pm  | Pe  | Diff | Pts |
| ---- | ---------- | - | - | - | - | -- | -- | --- | --- | ---- | --- |
| 1    | Chypre (P) | 8 | 8 | 0 | 0 | 8  | 0  | 474 | 51  | +423 | 40  |
| 2    | Bulgarie   | 8 | 5 | 0 | 3 | 1  | 0  | 118 | 276 | -158 | 21  |
| 3    | Grèce      | 8 | 3 | 0 | 5 | 2  | 3  | 148 | 187 | -39  | 17  |
| 4    | Luxembourg | 8 | 3 | 0 | 5 | 0  | 1  | 108 | 186 | -78  | 13  |
| 5    | Finlande   | 8 | 1 | 0 | 7 | 1  | 2  | 79  | 227 | -148 | 7   |

|  | Promu en Division 2C (no 1).                        |
|  | Barrage face au quatrième de la Division 2C (no 2). |
|  | Relégué en Division 3A (no 5).                      |
|  | P : promu en 2010                                   |

### Résultats détaillés

#### Tableau des résultats
| Pays       | BUL   | CHY   | FIN   | GRE   | LUX   |
| ---------- | ----- | ----- | ----- | ----- | ----- |
| Bulgarie   |       | 3-94  | 12-10 | 25-22 | 19-16 |
| Chypre     | 55-8  |       | 70-10 | 72-5  | 48-7  |
| Finlande   | 24-26 | 5-52  |       | 11-7  | 10-18 |
| Grèce      | 47-7  | 13-33 | 16-6  |       | 30-18 |
| Luxembourg | 8-18  | 0-50  | 26-3  | 15-8  |       |

|  | Victoire à domicile |  | Match nul |  | Défaite à domicile |

#### Détails des résultats

##### Matchs aller
| 9 octobre 2010 | Finlande                                                                                   | 10 – 18 (3 – 10) | Luxembourg | Jyväskylä Arbitre : Amirkhanashvili |
| 9 octobre 2010 | Essai(s) : Finell 1 (79e) Transformation(s) : Pallari 1 (79e) Pénalité(s) : Finell 1 (22e) |                  | Essai(s) : Clarke 1 (29e), Rivoallan 1 (75e) Transformation(s) : Caviglia 1 (29e) Pénalité(s) : Caviglia 2 (11e, 69e) | Jyväskylä Arbitre : Amirkhanashvili |
| 9 octobre 2010 |                                                                                            |                  | | Jyväskylä Arbitre : Amirkhanashvili |

| 5 novembre 2010 | Bulgarie | 25 – 22 (15 – 3) | Grèce | Pernik Arbitre : Csaba Priskin |
| 5 novembre 2010 | Essai(s) : Zlatkov 1 (6e), ? 1 (13e), Asenov 1 (60e) Transformation(s) : Odadzhiyski 2 (6e, 60e) Pénalité(s) : Odadzhiyski 2 (32e, 45e) |                  | Essai(s) : Chacharone 2 (51e, 73e), Mamakopoulos 1 (47e) Transformation(s) : Dagdelenis 2 (47e, 73e) Pénalité(s) : Dagdelenis 1 (40e) | Pernik Arbitre : Csaba Priskin |
| 5 novembre 2010 | |                  | | Pernik Arbitre : Csaba Priskin |

| 13 novembre 2010 | Luxembourg                                             | 8 – 18 (8 – 3) | Bulgarie | Stade Josy-Barthel, Luxembourg Arbitre : Donovan |
| 13 novembre 2010 | Essai(s) : Dunn 1 (37e) Pénalité(s) : Caviglia 1 (32e) |                | Essai(s) : Damyanov 1 (45e), Blagoev 1 (69e) Transformation(s) : Odadzhiyski 1 (45e) Pénalité(s) : Odadzhiyski 2 (34e, 60e) | Stade Josy-Barthel, Luxembourg Arbitre : Donovan |
| 13 novembre 2010 |                                                        |                | | Stade Josy-Barthel, Luxembourg Arbitre : Donovan |

| 20 novembre 2010 | Grèce                                                             | 13 – 33 (13 – 12) | Chypre | Athènes Arbitre : Bartolic |
| 20 novembre 2010 | Essai(s) : Raftos 1 (6e), Bertsos 1 (14e) Pénalité(s) : ? 1 (32e) |                   | Essai(s) : C.Thoma 1 (11e), Kasabi 1 (37e), Loizides 1 (41e) Agathokleou 1 (71e) Transformation(s) : Holden 2 (37e, 71e) Pénalité(s) : Holden 3 (44e, 58e, 62e) | Athènes Arbitre : Bartolic |
| 20 novembre 2010 |                                                                   |                   | | Athènes Arbitre : Bartolic |

| 12 mars 2011 | Chypre | 55 – 8 (29 – 8) | Bulgarie                                                           | Pafiakos Stadium, Paphos Arbitre : Danut Fransineanu |
| 12 mars 2011 | Essai(s) : Ioanniobs 3 (2e, 45e, 80e+2), Kolden 2 (30e, 39e), Mladendviz 1 (7e), Agashokleus 1 (11e), Kmug 1 (77e) Binikos 1 (79e) Transformation(s) : Kolden 4 (11e, 39e, 45e, 77e) Agashokleus 1 (79e) |                 | Essai(s) : A. Ivanov 1 (20e) Transformation(s) : I. Ivanov 1 (35e) | Pafiakos Stadium, Paphos Arbitre : Danut Fransineanu |
| 12 mars 2011 | |                 |                                                                    | Pafiakos Stadium, Paphos Arbitre : Danut Fransineanu |

| 26 mars 2011 | Chypre | 70 – 10 (23 – 0) | Finlande                                                                                   | Pafiako Stadium, Paphos Arbitre : Ariel Cabral |
| 26 mars 2011 | Essai(s) : Holden 3 (36e, 65e, 75e) Agathokleous 3 (40e, 61e, 80e+5), Ioannises 2 (57e, 63e), Pettemeride 1 (28e), Binikos 1 (79e) Transformation(s) : Agathokleous 6 (57e, 61e, 63e, 65e, 79e, 80e+5), Holden 1 (36e) Pénalité(s) : Holden 2 (3e, 16e) |                  | Essai(s) : Finell 1 (42e) Transformation(s) : Finell 1 (42e) Pénalité(s) : Pallari 1 (51e) | Pafiako Stadium, Paphos Arbitre : Ariel Cabral |
| 26 mars 2011 | |                  |                                                                                            | Pafiako Stadium, Paphos Arbitre : Ariel Cabral |

| 2 avril 2011 | Grèce | 30 – 18 (22 – 13) | Luxembourg | Stavros Mavrothalassitis Stadium, Aigáleo Arbitre : Steve Busutill |
| 2 avril 2011 | Essai(s) : Katsakos 1 (18e), Sotiriadis 1 (27e), Fiotakis 1 (40e), Martin 1 (51e) Transformation(s) : Kaparos 1 (18e, 27e) Pénalité(s) : Kaparos 1 (8e) Drop(s) : Katsakos 1 (80e) |                   | Essai(s) : Vimond 1 (32e), Balthazard 1 (75e) Transformation(s) : Minehan 1 (32e) Pénalité(s) : Dunn 2 (3e, 24e) | Stavros Mavrothalassitis Stadium, Aigáleo Arbitre : Steve Busutill |
| 2 avril 2011 | |                   | | Stavros Mavrothalassitis Stadium, Aigáleo Arbitre : Steve Busutill |

| 7 mai 2011 | Luxembourg | 0 – 50 (0 – 26) | Chypre | Stade Josy-Barthel, Luxembourg Arbitre : V. Bouchet |
| 7 mai 2011 |            | Essai(s) : Bikinos 1 (2e), Pugh 1 (17e), Zacharia 1 (29e), Brown 1 (37e), Mladenovic 1 (44e), King 1 (52e), Maratheftis 1 (57e), Toma 1 (65e) Transformation(s) : Ioannides 5 (2e, 17e, 37e, 44e, 65e) |        | Stade Josy-Barthel, Luxembourg Arbitre : V. Bouchet |
| 7 mai 2011 |            | |        | Stade Josy-Barthel, Luxembourg Arbitre : V. Bouchet |

| 14 mai 2011 | Bulgarie                                                                         | 12 – 10 (5 – 10) | Finlande                                     | Pernik Arbitre : Sergii Poplavskyi |
| 14 mai 2011 | Essai(s) : Borisov 1 (6e), Ivanov 1 (75e) Transformation(s) : Debrenliev 1 (75e) |                  | Essai(s) : Vhittaker 1 (2e), Sariola 1 (40e) | Pernik Arbitre : Sergii Poplavskyi |
| 14 mai 2011 |                                                                                  |                  |                                              | Pernik Arbitre : Sergii Poplavskyi |

| 11 juin 2011 | Finlande                                                           | 11 – 7 (3-7) | Grèce                                                           | Helsinki Arbitre : Grzegorz Michalik |
| 11 juin 2011 | Essai(s) : Virrankoski 1 (61e) Pénalité(s) : Viljanen 2 (15e, 68e) |              | Essai(s) : Fiotakis 1 (20e) Transformation(s) : Kaparos 1 (20e) | Helsinki Arbitre : Grzegorz Michalik |
| 11 juin 2011 |                                                                    |              |                                                                 | Helsinki Arbitre : Grzegorz Michalik |

##### Matchs retour
| 8 octobre 2011 | Chypre | 48 – 7 (31 – 0) | Luxembourg                                                    | Pafiako Stadium, Paphos Arbitre : Patrick Péchambert |
| 8 octobre 2011 | Essai(s) : King 2 (21e, 52e), Dicomidis 1 (3e), O'Cleirich 1 (12e), Maratheftis 1 (17e), A.Thoma 1 (39e), Antoniades 1 (41e), C.Thoma 1 (46e) Transformation(s) : Zavilis 4 (12e, 21e, 39e, 46e) |                 | Essai(s) : S.Clarke 1 (65e) Transformation(s) : Dozin 1 (65e) | Pafiako Stadium, Paphos Arbitre : Patrick Péchambert |
| 8 octobre 2011 | |                 |                                                               | Pafiako Stadium, Paphos Arbitre : Patrick Péchambert |

| 22 octobre 2011 | Bulgarie                                                                                       | 19 – 16 (12 – 0) | Luxembourg                                                                    | Pernik 925 spectateurs Arbitre : Narimanidze |
| 22 octobre 2011 | Essai(s) : A.Ivanov 2 (19e, 64e), Sotirov 1 (12e) Transformation(s) : Odadzhiyski 2 (12e, 64e) |                  | Essai(s) : Dex 1 (66e), Goodhew 1 (80e+6) Pénalité(s) : S.Clarke 2 (61e, 75e) | Pernik 925 spectateurs Arbitre : Narimanidze |
| 22 octobre 2011 |                                                                                                |                  |                                                                               | Pernik 925 spectateurs Arbitre : Narimanidze |

| 5 novembre 2011 | Grèce | 47 – 7 (19 – 0) | Bulgarie                                                      | Stade Kaftantzoglio, Thessalonique 700 spectateurs Arbitre : Ken Lambrechts |
| 5 novembre 2011 | Essai(s) : Raftos 3 (10e, 31e, 65e), Dagdelenis 1 (27e), Foto 1 (43e), Kalpaxis 1 (50e), Bochoris 1 (60e), Amaras 1 (70e) Transformation(s) : Raftos 6 (27e, 31e, 43e, 50e, 65e, 70e), Papakostopoulos 1 (60e) |                 | Essai(s) : Evtimov 1 (60e) Transformation(s) : Asenov 1 (60e) | Stade Kaftantzoglio, Thessalonique 700 spectateurs Arbitre : Ken Lambrechts |
| 5 novembre 2011 | |                 |                                                               | Stade Kaftantzoglio, Thessalonique 700 spectateurs Arbitre : Ken Lambrechts |

| 12 novembre 2011 | Grèce                                                                            | 16 – 6 (3 – 3) | Finlande                            | Athènes Arbitre : Bartolic |
| 12 novembre 2011 | Essai(s) : Fiotakis 1 (v), Tsastaronis 1 (64e) Pénalité(s) : Raftos 2 (34e, 50e) |                | Pénalité(s) : Viljainen 2 (9e, 58e) | Athènes Arbitre : Bartolic |
| 12 novembre 2011 |                                                                                  |                |                                     | Athènes Arbitre : Bartolic |

| 21 avril 2012 | Luxembourg | 26 – 3 (13 – 3) | Finlande                     | Stade Josy-Barthel, Luxembourg Arbitre : Secat |
| 21 avril 2012 | Essai(s) : Zimmer 1 (19e), Timmermans 1 (52e) Transformation(s) : Cohen-Sabban 2 (19e, 52e) Pénalité(s) : Cohen-Sabban 3 (30e, 35e, 47e) Drop(s) : Cohen-Sabban 1 (50e) |                 | Pénalité(s) : Finell 1 (32e) | Stade Josy-Barthel, Luxembourg Arbitre : Secat |
| 21 avril 2012 | |                 |                              | Stade Josy-Barthel, Luxembourg Arbitre : Secat |

| 28 avril 2012 | Bulgarie         | 3 – 94 (3 – 40) | Chypre | Pernik Arbitre : Sergii Poplarskyi |
| 28 avril 2012 | Drop(s) : ? (4e) |                 | Essai(s) : King 4 (7e, 9e, 34e, 48e), Ioannides 4 (24e, 52e, 61e, 76e), Holden 2 (29e, 59e), Thoma 1 (40e), Vatikiotis 1 (43e), Antoniades 1 (64e), Agathocleous 1 (77e) Transformation(s) : Holden 12 (7e, 9e, 24e, 34e, 40e, 43e, 48e, 52e, 61e, 64e, 76e, 77e) | Pernik Arbitre : Sergii Poplarskyi |
| 28 avril 2012 |                  |                 | | Pernik Arbitre : Sergii Poplarskyi |

| 5 mai 2012 | Luxembourg                                             | 15 – 8 | Grèce                                                          | Stade Josy-Barthel, Luxembourg 400 spectateurs Arbitre : Karlis Sarkans |
| 5 mai 2012 | Pénalité(s) : Cohen-Sabban 5 (11e, 16e, 21e, 40e, 52e) |        | Essai(s) : Fiotakis 1 (34e) Pénalité(s) : Kouroumichakis (26e) | Stade Josy-Barthel, Luxembourg 400 spectateurs Arbitre : Karlis Sarkans |
| 5 mai 2012 |                                                        |        |                                                                | Stade Josy-Barthel, Luxembourg 400 spectateurs Arbitre : Karlis Sarkans |

| 26 mai 2012 | Chypre | 72 – 5 (32 – 0) | Grèce                        | Paphiakos Stadium, Paphos Arbitre : Inigo Atorrasagasti |
| 26 mai 2012 | Essai(s) : Holden 3 (2e, 77e, 80e), King 2 (5e, 23e), Ioannides 2 (10e, 36e), Agathocleous 2 (21e, 68e), Efthymiou 1 (43e), Dicomidis 1 (50e), Mladenovic 1 (58e) Transformation(s) : Holden 5 (10e, 43e, 68e, 77e, 80e), Agathocleous 1 (58e) |                 | Essai(s) : Moysiadis 1 (74e) | Paphiakos Stadium, Paphos Arbitre : Inigo Atorrasagasti |
| 26 mai 2012 | |                 |                              | Paphiakos Stadium, Paphos Arbitre : Inigo Atorrasagasti |

| 26 mai 2012 | Finlande                                                                                                  | 24 – 26 (5 – 21) | Bulgarie                                                                                          | Turku Arbitre : Csaba Priskin |
| 26 mai 2012 | Essai(s) : Myrie 2 (57e, 80e+2), Grader 1 (14e), Devenyi 1 (61e) Transformation(s) : Myrie 2 (57e, 80e+2) |                  | Essai(s) : ? 3 (10e, 24e, 27e), Odadzhiyski 1 (78e) Transformation(s) : Minchev 3 (10e, 24e, 27e) | Turku Arbitre : Csaba Priskin |
| 26 mai 2012 | |                  |                                                                                                   | Turku Arbitre : Csaba Priskin |

| 9 juin 2012 | Finlande                  | 5 – 52 (5 – 24) | Chypre | Myllypuro sport park, Helsinki Arbitre : Julian Bevan |
| 9 juin 2012 | Essai(s) : Davies 1 (17e) |                 | Essai(s) : Vatikiotis 2 (22e, 39e), Agathocleous 1 (32e), Panagiotou 1 (62e), Efthymiou 1 (65e), Torgut 1 (69e), Marmaras 1 (78e) Transformation(s) : Holden 7 (22e, 32e, 39e, 62e, 65e, 69e, 78e) Pénalité(s) : Holden 1 (40e+1) | Myllypuro sport park, Helsinki Arbitre : Julian Bevan |
| 9 juin 2012 |                           |                 | | Myllypuro sport park, Helsinki Arbitre : Julian Bevan |

## Division 3

### Formule
Un Tournoi sera organisé chaque année chez un des pays de cette division (un tournoi saison 2010-2011 et un autre tournoi saison 2011-2012). À la fin du Tournoi de 2011-2012, l'équipe ayant obtenu le plus grand nombre de points terrain sur les rencontres jouées sur les deux saisons montera en Division 2D.

### Classement
| Rang | Pays               | J | V | N | D | Bo | Bd | Pm  | Pe | Diff | Pts |
| ---- | ------------------ | - | - | - | - | -- | -- | --- | -- | ---- | --- |
| 1    | Bosnie-Herzégovine | 3 | 3 | 0 | 0 | 3  | 0  | 131 | 53 | +78  | 15  |
| 2    | Slovaquie          | 3 | 1 | 0 | 2 | 1  | 0  | 61  | 98 | -37  | 5   |
| 3    | Azerbaïdjan        | 2 | 0 | 0 | 2 | 0  | 0  | 22  | 63 | -41  | 0   |

|  | Promu en Division 2D (no 1) |

### Détails des résultats

#### Matchs aller
| 25 octobre 2010 | Bosnie-Herzégovine | 45 – 21 (26 – 0) | Slovaquie                                                                                                   | Zenica Arbitre : Cristian Raduta |
| 25 octobre 2010 | Essai(s) : Subasic 4 (5e, 39e, 43e, 63e), Kokic 1 (28e) Glavas 1 (33e), Pojskic 1 (60e) Transformation(s) : Subasic 5 (28e, 33e, 39e, 43e, 63e) |                  | Essai(s) : Mandicak 1 (45e), Grunner 1 (67e), Majovsky 1 (77e) Transformation(s) : Kucera 3 (45e, 67e, 77e) | Zenica Arbitre : Cristian Raduta |
| 25 octobre 2010 | |                  | | Zenica Arbitre : Cristian Raduta |

| 28 octobre 2010 | Slovaquie | 25 – 5 (5 – 5) | Azerbaïdjan                  | Zenica Arbitre : Cristian Raduta |
| 28 octobre 2010 | Essai(s) : Kubala 2 (68e, 80e), Mandicak 1 (25e) Majovsky 1 (60e) Transformation(s) : Kucera 1 (80e) Pénalité(s) : Kucera 1 (55e) |                | Essai(s) : Dushturov 1 (15e) | Zenica Arbitre : Cristian Raduta |
| 28 octobre 2010 | |                |                              | Zenica Arbitre : Cristian Raduta |

| 31 octobre 2010 | Bosnie-Herzégovine | 38 – 17 (19 – 17) | Azerbaïdjan                                                                                               | Zenica Arbitre : Cristian Raduta |
| 31 octobre 2010 | Essai(s) : Glavas 2 (17e, 40e), Burekovic 1 (7e), Kokic 1 (43e) Subasic 1 (50e), M.Kapic 1 (74e) Transformation(s) : Subasic 3 (7e, 40e, 43e), A.Kapic 1 (74e) |                   | Essai(s) : Sadmaliyev 1 (4e), Taghizade 1 (22e) Alakbarov 1 (29e) Transformation(s) : Nasrullayev 1 (29e) | Zenica Arbitre : Cristian Raduta |
| 31 octobre 2010 | |                   | | Zenica Arbitre : Cristian Raduta |

#### Matchs retour
| 9 octobre 2011 | Azerbaïdjan | forf. | Slovaquie | Bratislava Arbitre : Diaconescu |
| 9 octobre 2011 |             |       |           | Bratislava Arbitre : Diaconescu |
| 9 octobre 2011 |             |       |           | Bratislava Arbitre : Diaconescu |

| 12 octobre 2011 | Azerbaïdjan | forf. | Bosnie-Herzégovine | Bratislava Arbitre : Diaconescu |
| 12 octobre 2011 |             |       |                    | Bratislava Arbitre : Diaconescu |
| 12 octobre 2011 |             |       |                    | Bratislava Arbitre : Diaconescu |

| 15 octobre 2011 | Slovaquie                                                    | 15 – 48 (0 – 21) | Bosnie-Herzégovine | Bratislava Arbitre : Diaconescu |
| 15 octobre 2011 | Essai(s) : Fialka 1 (54e), Mandičák 1 (58e), Kozubík 1 (78e) |                  | Essai(s) : Kadic 3 (30e, 41e, 67e), Mujic 1 (9e), Tufekcic 1 (13e), Kokic 1 (50e), Vehabovic 1 (80e) Transformation(s) : Vehabovic 5 (9e, 13e, 30e, 41e, 80e) Pénalité(s) : Vehabovic 1 (76e) | Bratislava Arbitre : Diaconescu |
| 15 octobre 2011 |                                                              |                  | | Bratislava Arbitre : Diaconescu |

## Barrages montée/descente

### 2edivision2B –4edivision2A
| 26 mai 2012 | Andorre                                                | 8 – 44 (8 – 15) | Croatie | Camp d'Esports del M.I. Consell General, Andorre-la-Vieille Arbitre : David Rosich |
| 26 mai 2012 | Essai(s) : Gispert 1 (2e) Pénalité(s) : Abello 1 (38e) |                 | Essai(s) : Draženović 2 (25e, 66e), Ivančić 2 (41e, 58e), Bunić 1 (15e), Ursić 1 (35e), Grubišić 1 (80e) Transformation(s) : Ivančić 2 (41e, 58e), Gomuzak 1 (80e) Pénalité(s) : Ivančić 1 (54e) | Camp d'Esports del M.I. Consell General, Andorre-la-Vieille Arbitre : David Rosich |
| 26 mai 2012 |                                                        |                 | | Camp d'Esports del M.I. Consell General, Andorre-la-Vieille Arbitre : David Rosich |

### 2edivision2C –4edivision2B
| 9 juin 2012 | Danemark | forfait | Slovénie | Atletikstadion, Odense |
| 9 juin 2012 |          |         |          | Atletikstadion, Odense |
| 9 juin 2012 |          |         |          | Atletikstadion, Odense |

### 2edivision2D –4edivision2C
| 23 juin 2012 | Bulgarie | 29 – 26 (3 – 12) | Hongrie | NSA Rugby club, Sofia Arbitre : Giuseppe Vivarini |
| 23 juin 2012 | Essai(s) : I.Ivanov 2 (55e, 80e), P.Nikolov 1 (51e), Radin 1 (53e) Transformation(s) : Debrenliev 3 (51e, 53e, 55e) Pénalité(s) : Debrenliev 1 (17e) |                  | Essai(s) : Odor 1 (29e), Heckel 1 (36e), Teissenhoffer 1 (44e), Bardos 1 (77e) Transformation(s) : Collet 2 (36e, 77e), Teissenhoffer 1 (44e) | NSA Rugby club, Sofia Arbitre : Giuseppe Vivarini |
| 23 juin 2012 | |                  | | NSA Rugby club, Sofia Arbitre : Giuseppe Vivarini |